# Цензура в СССР

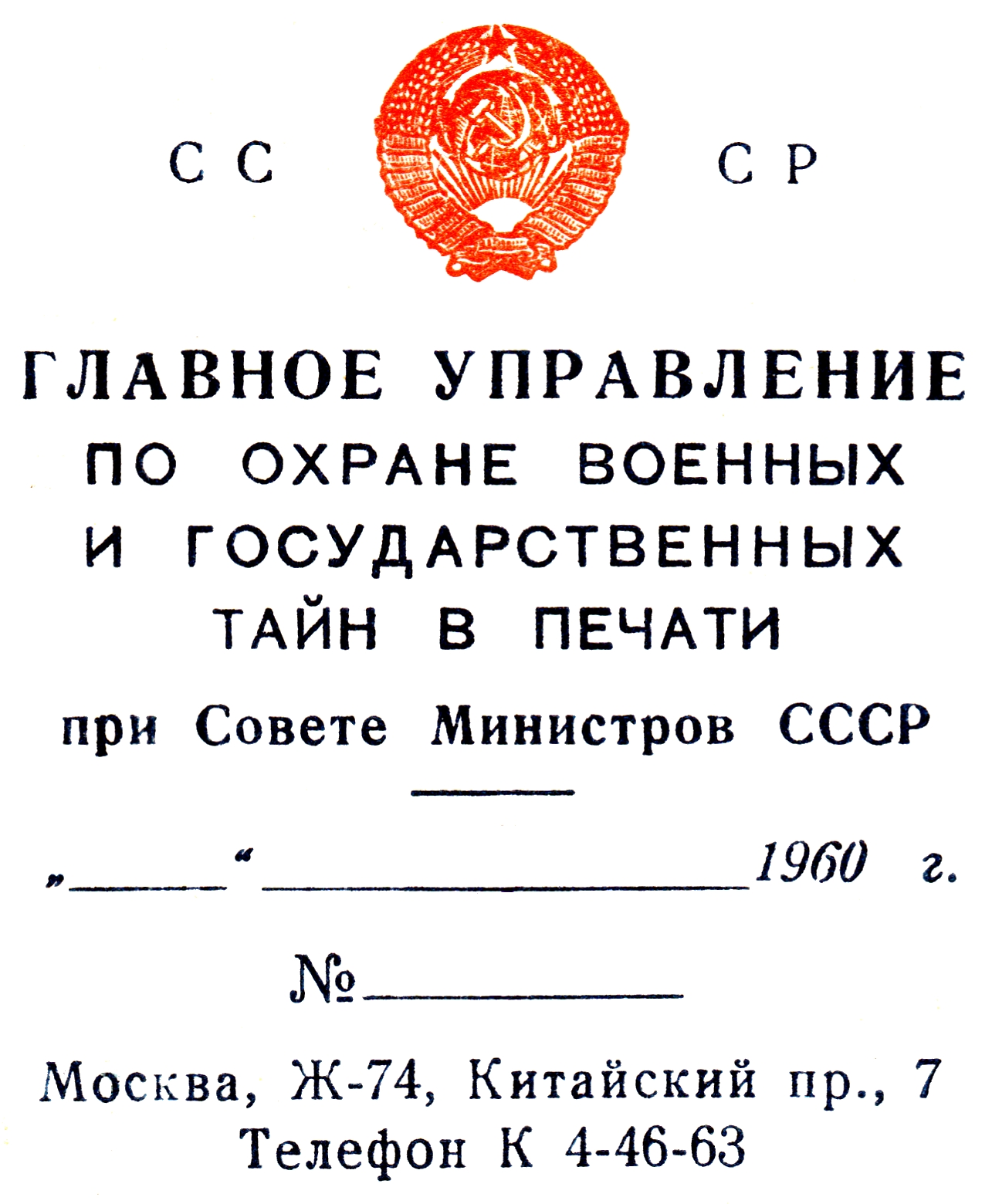
Бланк Главлита, 1960 год

Цензу́ра в СССР — контроль советских и партийных органов СССР над содержанием и распространением информации, в том числе печатной продукции, музыкальных и сценических произведений, произведений изобразительного искусства, кинематографических и фотографических произведений, передач радио и телевидения, с целью подавления всех источников информации, альтернативных официальным, ограничения либо недопущения распространения идей и сведений, считавшихся вредными или нежелательными. Перлюстрация переписки советских и иностранных граждан также являлась важной частью мероприятий, непосредственно связанных с цензурой.
Система всеобщей политической цензуры включала различные формы и методы идеологического и политического контроля — наряду с прямыми (запрет публикации, цензорское вмешательство, отклонение рукописей) применялись самые разнообразные косвенные методы, относящиеся к кадровой, издательской, гонорарной политике.
Функции цензурного контроля были возложены на специальные государственные учреждения. Цензура контролировала все внутренние официальные каналы распространения информации: книги, периодические издания, радио, телевидение, кино, театр и т. д., информацию, поступающую извне (глушение зарубежных радиостанций, вещающих на языках народов СССР, скрупулёзный контроль печатной продукции зарубежных СМИ на предмет «антисоветчины»). Также широко была распространена и самоцензура.
Основными объектами цензуры были так называемая «антисоветская пропаганда» (в которую включалось всё, что не соответствовало текущим идеологическим представлениям), военные и экономические секреты (например, информация о местах заключения и географические карты), негативная информация о состоянии дел в стране (катастрофы, экономические проблемы, межнациональные конфликты, отрицательные социальные явления и т. д.), любая информация, которая потенциально могла стать поводом для волнений и неудобных аллюзий.
Цензура в СССР носила в первую очередь идеологический характер. Одни исследователи отмечают, что советская цензура, в частности, не препятствовала показу сцен насилия, если они соответствовали текущим идеологическим установкам — например, демонстрировали уничтожение врагов советской власти или обличали зверство врага, но при этом другие исследователи утверждают, что на протяжении всего периода советской аудиовизуальной истории не существовало такой проблемы, как негативное воздействие образов насилия в телевещании
Большинство исследователей отмечает тотальный характер советской цензуры и подчинение цензурных органов контролю со стороны Коммунистической партии Советского Союза. Правозащитники утверждали, что цензурная практика нарушает международные обязательства СССР.
Существуют различные мнения относительно существования цензуры научно-технической информации. Высокопоставленный сотрудник Главлита Владимир Солодин утверждал, что «цензура никогда не контролировала техническую литературу и литературу научную», однако ряд исследователей пишет, что запретам и цензуре подвергались целые направления в таких науках, как ядерная физика, психология, социология, кибернетика, биология, генетика. Кроме того, запретам были подвергнуты произведения отдельных авторов вне зависимости от их формы и содержания.
По мнению специалиста по информационной безопасности Н. В. Столярова, в СССР имела место «презумпция государственной секретности» и «отчуждение института секретности от общества». В результате функционирование этого института «не подвергалось серьёзному критическому анализу».

## История

### Исторические предпосылки

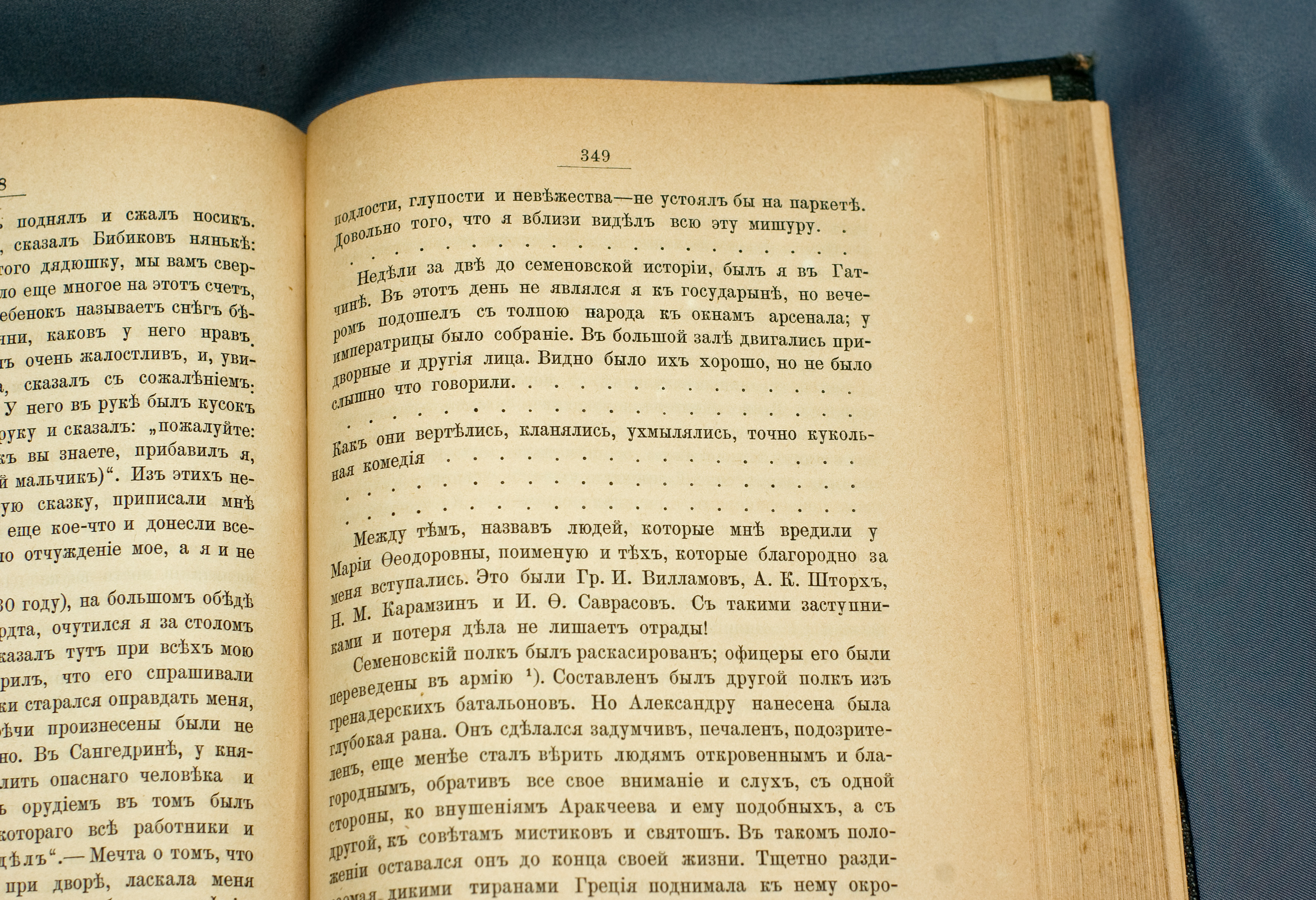
Пример дореволюционной цензуры. Книга Н. И. Греча «Записки моей жизни» СПб., 1886, стр. 349. Зацензурированные места заменены точками

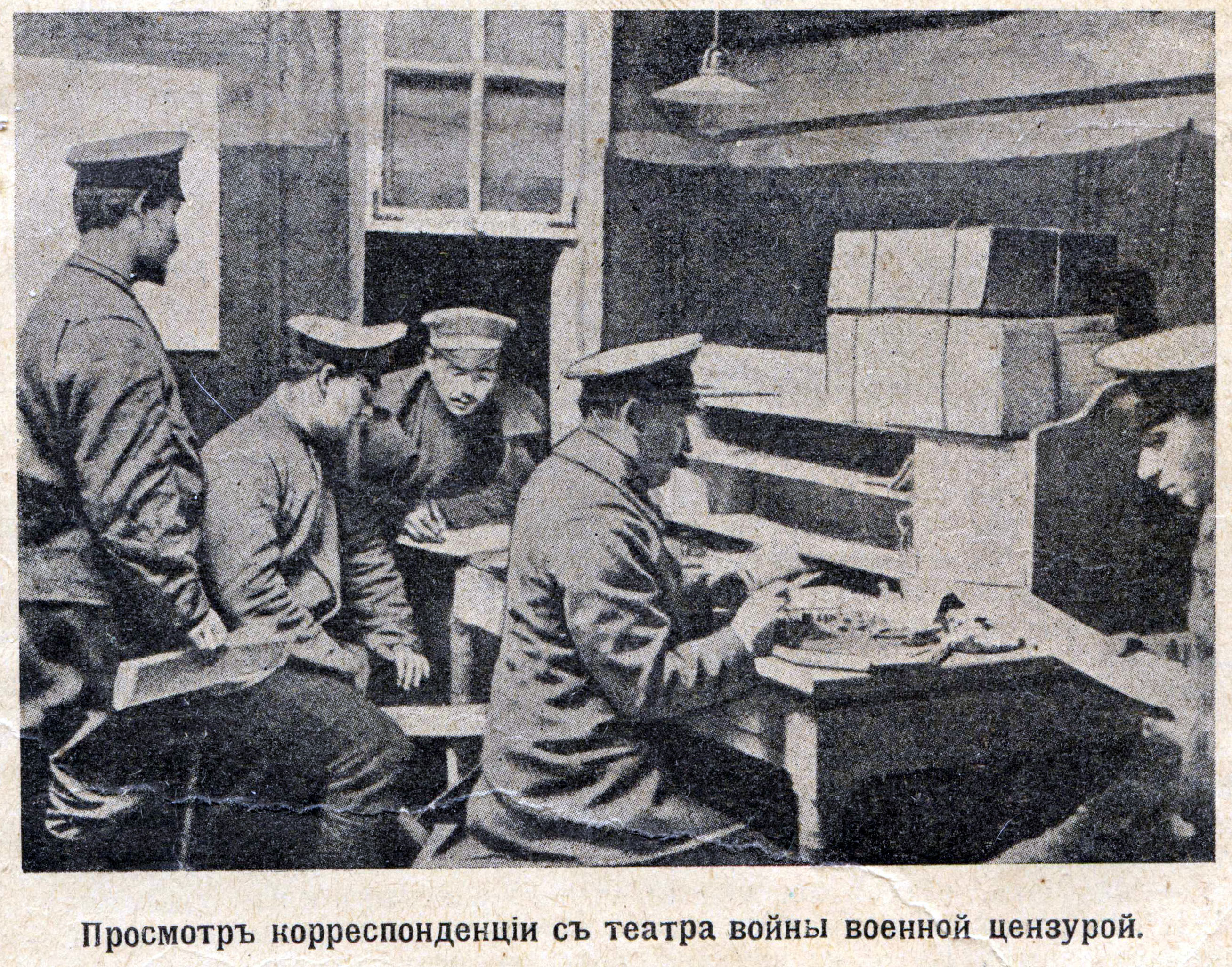
Просмотр писем военной цензурой русской армии. 1915

Запрет на чтение определённых книг появился на Руси, начиная с Крещения Руси (первый сохранившийся список отрече́нных книг датируется 1073 годом).
Цензура, сначала религиозная, а затем и светская, существовала в России со второй половины XVI века, когда появилось книгопечатание. До последней четверти XVIII века фактически существовала монополия государства на печать книг. «Эпохой цензурного террора», или «мрачным семилетием», называют последние годы царствования Николая I — 1848—1855. Арлен Блюм писал, что есть много общего между методами цензуры этого периода и методами коммунистической цензуры.
Одним из самых именитых обличителей цензуры того времени был Михаил Салтыков-Щедрин. Несмотря на все препоны, в 1901—1916 годах в России печаталось 14 тысяч периодических изданий, из них 6 тысяч в Петербурге и Москве. Как пишет профессор Павел Рейфман, цензура в дореволюционной России была суровой, но «в Советском Союзе она приобрела новое качество, стала всеобъемлющей, всесильной».

### Введение цензуры в Советской России и её обоснование
Жёсткая цензура была введена большевиками вскоре после захвата власти. Были захвачены типографии и прекращено печатание «буржуазных» газет. В. И. Ленин говорил: «Мы и раньше заявляли, что закроем буржуазные газеты, если возьмём власть в руки. Терпеть существование этих газет, значит перестать быть социалистом».
Уже 27 октября (9 ноября) 1917 года Совнаркомом был выпущен «Декрет о печати», по которому закрывались газеты:
1. призывающие к неповиновению правительству;
2. сеющие смуту путём клеветнического извращения фактов;
3. призывающие к действиям преступного характера.

Оппозиционные большевикам издания сравнивали декрет о печати с царскими цензурными правилами 1890 года и указывали на их сходство по содержанию. На основании «Декрета о печати» с октября 1917 по июнь 1918 были закрыты или прекратили существование более 470 оппозиционных газет.
4 (17) ноября Всероссийский центральный исполнительный комитет большинством голосов принял резолюцию большевистской фракции о поддержке политики Совнаркома в области печати. 6 (19) ноября собрание уполномоченных Союза рабочих печатного дела, руководимое меньшевиками, решило начать всеобщую забастовку протеста против закрытия газет. Центральные комитеты меньшевистской и эсеровской партий, Петроградская городская дума, Союз рабочих печатного дела создали «Комитет борьбы за свободу печати». Однако забастовка не состоялась, поскольку её не поддержало большинство полиграфистов.
8 ноября 1917 года Совнаркомом был выпущен декрет «О монополии на печатание объявлений», по которому печатать объявления могли только правительственные издания. Это лишило все остальные печатные органы денежных поступлений.
28 января 1918 года Совнарком принял декрет «О революционном трибунале печати», по которому за «контрреволюционные выступления» полагались различные наказания — от штрафа и закрытия газеты до лишения политических прав или свободы. Трибунал обладал правом закрывать издания, «распространяющие ложную информацию». Трибуналы печати просуществовали до мая 1918 года.
4 марта 1918 года было принято Постановление СНК «О контроле в кинопредприятиях», подчинившее частный кинематограф местным Советам, а в августе 1919 года вся фото- и кинопромышленность были национализированы.
В 1918—1919 годах были конфискованы все частные типографии и бумажная промышленность — таким образом, ни один орган печати уже не мог появиться без разрешения правительства. Юридическая основа для этого решения была подведена в Конституции РСФСР 1918 года, по которой свобода слова гарантировалась только рабочим и беднейшему крестьянству, но не всем остальным классам общества.
Правившая в СССР коммунистическая партия провозглашала «социально-политическое и идейное единство общества», а идеологический плюрализм отвергался в принципе:

ленинская партия… непримиримо выступает против любых взглядов и действий, противоречащих коммунистической идеологии.
В 46-м томе 2-го издания Большой советской энциклопедии (1957) в статье «Цензура» говорилось:

Ц. в СССР носит совершенно иной характер, чем в буржуазных государствах. Она является органом социалистического государства, её деятельность направлена на охрану военной и государственной тайны в печати, а также на предотвращение публикации материалов, к-рые могут нанести ущерб интересам трудящихся. Конституция СССР (ст. 125) гарантирует всем трудящимся свободу печати, к-рая обеспечивается предоставлением типографий, запасов бумаги и других материальных условий в распоряжение трудящихся и их представителей.

В 3-м издании БСЭ (1969—1978) в статье «Цензура» было написано уже:

Конституция СССР в соответствии с интересами народа и в целях укрепления и развития социалистического строя гарантирует гражданам свободу печати. Государственный контроль установлен с тем, чтобы не допустить опубликования в открытой печати и распространения средствами массовой информации сведений, составляющих государственную тайну, и др. сведений, которые могут нанести ущерб интересам трудящихся.

По мнению доктора исторических наук Александра Некрича, цель советской цензуры заключалась в том, «чтобы создать новую коллективную память народа, начисто выбросить воспоминания о том, что происходило в действительности, исключить из истории всё, что не соответствует или прямо опровергает исторические претензии КПСС».

### Военная цензура и политконтроль ОГПУ
В связи с началом Гражданской войны на территории страны, контролировавшейся РККА, была введена военная цензура, в ведении которой находилась вся информация, связанная с военной тематикой. Вначале цензурой занимался Реввоенсовет и Наркомпочтель РСФСР, а в 1921 году все функции военной цензуры были переданы ВЧК (позднее ОГПУ).
21 июня 1918 года председатель Реввоенсовета Республики Лев Троцкий утвердил «Положение о военной цензуре газет, журналов и всех произведений печати повременной» и «Перечень сведений, подлежащих предварительному просмотру». Была также разработана «Инструкция военным цензорам», создано военно-цензурное отделение оперативного отдела РВСР. 23 декабря вышло в свет новое «Положение о военной цензуре». В рамках этого положения учреждались военно-цензурные отделы. Положение ежегодно уточнялось и совершенствовалось.
10 августа 1920 года Реввоенсовет принял документ, согласно которому все редакции газет, издательства, фотографии и т. д. должны были «представлять в двух экземплярах гранок и полос на предварительную военную цензуру весь предполагаемый к опубликованию печатный материал (за исключением бланков, торговых книг и т. п.), а по выходе в свет высылать в Управление военной цензуры по 2 экземпляра печатного материала, процензурованного предварительной цензурой». «Все киноиздательства при выпуске новой киноленты должны приглашать представителя военной цензуры на пробный сеанс». При этом функции военной цензуры почт, газет и телеграфов были переданы в Особый отдел ВЧК. Полная передача всех функций военной цензуры в ВЧК была завершена в августе 1921 года.
21 декабря 1921 года в рамках ОГПУ был организован отдел политконтроля, который занимался перлюстрацией почтово-телеграфной корреспонденции. Полномочия этого отдела были шире, чем у упразднённой немногим ранее военной цензуры: помимо перлюстрации и изъятия корреспонденции, сотрудники этой службы вели наблюдение за работой типографий, книжных магазинов, просматривали ввозимые и вывозимые из страны печатные издания, полиграфическую и кинопродукцию, с 8 марта 1922 года осуществляли политический контроль за деятельностью театров и кинотеатров. Отдел политконтроля с 21 июня 1922 года возглавил Борис Этингоф, а с 1 мая 1923 года его сменил Иван Сурта.
В дальнейшем сотрудники политконтроля вносили на рассмотрение руководства предложения об отмене разрешительных постановлений Главлита и Главреперткома по литературным произведениям. В частности, по представлению этого отдела ОГПУ в 1922 году было принято решение о конфискации сборника рассказов Бориса Пильняка «Смертельное манит», пропущенного цензурой.
Согласно докладной Этингофа заместителю начальника секретно-оперативного управления ГПУ Генриху Ягоде от 4 сентября 1922 года, в течение одного лишь августа 1922 года работники политконтроля проверили 135 000 из 300 000 поступивших в РСФСР из-за границы почтовых отправлений и отцензурировали все 285 000 писем, отправленных из РСФСР за границу.

### Цензура в период НЭПа
После окончания Гражданской войны и провозглашения новой экономической политики в РСФСР появилось много новых частных издательств, газет и журналов, вошёл в обиход термин «неп» — независимая печать, а партийно-советская пресса оказалась в «тягчайшем кризисе». В это же время произошла публичная дискуссия между В. И. Лениным и Г. И. Мясниковым, призывавшим к демократизации, в том числе к «свободе слова и печати» — «свободе печати от монархистов до анархистов включительно».
В ответ на предложения Мясникова Ленин написал:

Свобода печати в РСФСР, окружённой врагами всего мира, есть свобода политической организации буржуазии и её вернейших слуг — меньшевиков и эсеров. Это факт неопровержимый. Буржуазия (во всём мире) ещё сильнее нас и во много раз. Дать ей ещё такое оружие, как свобода политической организации (свободу печати, ибо печать есть центр и основа политической организации), значит облегчать дело врагу, помогать классовому врагу. Мы самоубийством кончать не желаем и потому этого не сделаем.

Кроме известной фразы о том, что «важнейшим из всех искусств … является кино», Ленин в той же самой беседе с А. В. Луначарским заявил:

Конечно, цензура всё-таки нужна. Ленты контрреволюционные и безнравственные не должны иметь место.

Ленин требовал более жёстких цензурных ограничений, а также санкционировал высылку из России большой группы литераторов, философов и других учёных и деятелей культуры, которых большевики считали врагами советской власти (см. Философский пароход).

### Централизация цензуры
В 1920-е годы разрозненные органы цензуры были централизованы. Главным из них в итоге многочисленных преобразований и реорганизаций стал «Главлит» — Главное управление по делам литературы и издательств. Созданная в эти годы система цензуры оказалась настолько эффективной, что просуществовала без принципиальных изменений до самого распада Советского Союза.
В течение этого периода цензурные ограничения усиливались. Происходило внедрение сотрудников ОГПУ в среду литераторов для выявления и пресечения публикации «антисоветских» произведений. Одной из первых жертв цензуры стал Михаил Булгаков. Кроме того, запрещалось распространять информацию о Соловецких концлагерях, о крушениях поездов, отчёты о заседаниях Комиссии по делам несовершеннолетних, «сведения о забастовках, массовых антисоветских выступлениях, манифестациях, о беспорядках и волнениях» и многое другое. Были взяты под контроль репертуары театров, лекции в сельских клубах и даже стенгазеты.
Чтобы избежать проблемы с цензурой, редакции были иногда вынуждены прибегать к всевозможным ухищрениям. Так, вторая часть перевода романа Артура Конан-Дойла «Маракотова бездна», появившаяся в номерах 5 и 6 журнала «Всемирный следопыт» за 1929 год, была сокращена, причём переводчик заменил часть текста Конан-Дойла своим собственным.
В 1925 году был введён запрет на публикацию информации о самоубийствах и о случаях умопомешательства на почве безработицы и голода; нельзя было писать «о заражённости хлеба долгоносиком, клещом и прочими вредителями, во избежание паники… и злонамеренного истолкования этих сведений».
В 1929 году Главлит предписал согласовывать проведение танцев: «Настоящим разъясняется, что в каждом отдельном случае вопрос о разрешении танцев должен согласовываться с Гублитом и местными политпросветорганами».

#### Госиздат
По мнению историков, важную роль в становлении советской цензуры сыграл период 1919—1921 годов, когда была предпринята первая попытка централизации контроля. Для этого было создано «Государственное издательство РСФСР» (Госиздат), в котором были объединены издательские отделы ВЦИК, Московского и Петроградского советов и ряда других органов. 21 мая 1919 года было обнародовано «Положение ВЦИК о Государственном издательстве». Руководителем Госиздата был назначен Вацлав Воровский. Госиздат стал государственным органом и выполнял централизованные цензурные функции всей издательской отрасли до появления Главлита.
Цензурой в составе Госиздата занимался Политотдел. Его возглавил Николай Мещеряков, который впоследствии стал первым руководителем Главлита.

#### Создание Главлита
6 июня 1922 года декретом Совнаркома РСФСР было создано Главное управление по делам литературы и издательств при Наркомпросе с целью «объединения всех видов цензуры печатных произведений». Формально Главлит подчинялся Наркомпросу, а с 1946 года — Совету Министров СССР, но фактически цензура практически с первых дней контролировалась партийными органами. Кандидатура руководителя Главлита утверждалась ЦК коммунистической партии по представлению руководителя отдела печати и издательств ЦК. После образования СССР Главлит организовал местные структуры: республиканские Главлиты и сеть местных облгорлитов. Единственной республикой, не имевшей отдельного республиканского Главлита, была РСФСР — её курировал союзный Главлит.
9 февраля 1923 года в рамках Главлита был создан Главрепертком для контроля за всеми зрелищными мероприятиями.
В 1925 году под грифом «Совершенно секретно» Главлит выпустил первый «Перечень сведений, составляющих тайну и не подлежащих распространению в целях охранения политико-экономических интересов СССР». Текст первого списка имел 16 страниц и содержал 96 пунктов. Кроме перечня выпускались циркуляры с указанием запрещённых тем. Их число быстро росло. В документе, с которым работали цензоры в последние годы существования СССР, насчитывалось 213 параграфов, и в каждом — по 5, 6, а то и 12 пунктов.
В дальнейшем появился термин «залитовать» — заверить у цензора Главлита, получить разрешение на публикацию. «Литование» проходили все книги, журналы, сценарии кинофильмов. Неугодные власти фрагменты изымались, что часто ухудшало художественную ценность произведения. Оригинальные и творческие находки могли быть истолкованы цензурой как намёки на ошибки существующей власти, замаскированную критику или сатиру.

Без разрешительной визы органов Главлита не могло появиться ни одно печатное произведение, имеющее хотя бы оттенок вербального смысла, — вплоть до почтовой марки, визитной карточки, спичечной наклейки и пригласительного билета.— Арлен Блюм. «Советская цензура в эпоху тотального террора»
От контроля Главлита (то есть от любой цензуры, за исключением военной) были освобождены издания РКП(б), Коминтерна, издания Госиздата, «Известия ВЦИК», научные труды Академии наук. В дальнейшем от предварительной цензуры освобождались также издания ИНИОН и, по некоторым сведениям, ряд узкопрофильных журналов.
7 марта 1927 года начальник Главлита П. И. Лебедев-Полянский представил в Оргбюро ЦК ВКП(б) докладную записку о работе организации. В ней, в частности, было сказано:

В области художественной литературы, по вопросам искусства, театра и музыки ликвидировать литературу, направленную против советского строительства… Литературу по вопросам философии, социологии, ярко идеалистического направления не разрешать, пропуская лишь в ограниченном тираже классическую литературу и научного характера… Можно и должно проявлять строгость по отношению к изданиям со вполне оформившимися буржуазными художественными тенденциями литераторов. Необходимо проявлять беспощадность по отношению к таким художественно-литературным группировкам…

13 апреля 1928 года постановлением Совнаркома был создан единый орган для руководства всей сферой культуры — Главискусство. Его функции настолько часто пересекались с функциями Главреперткома, что 26 февраля 1929 года Наркомпрос издал распоряжение «О разграничении функций между Главреперткомом и Главискусством», по которому на Главрепертком возлагался «политический контроль за репертуаром зрелищных предприятий» без вмешательства «в ту или иную трактовку или стиль публичного исполнения (постановки) произведения».

#### Появление цензуры на радио
Практически одновременно с появлением регулярного радиовещания в 1924 году появилась и система цензуры радиопередач. Она была закреплена окончательно в 1927 году приказом по акционерному обществу «Радиопередачи», в соответствии с которым все передачи должны были иметь заранее подготовленный и заверенный цензурой текст.
В 1928 году работа «Радиопередачи» была признана неэффективной, и общество было ликвидировано. В январе 1933 года был создан Всесоюзный комитет по радиофикации и радиовещанию при Совете Народных Комиссаров СССР, который был уже государственным органом, как и Госиздат.

#### Создание спецхранов

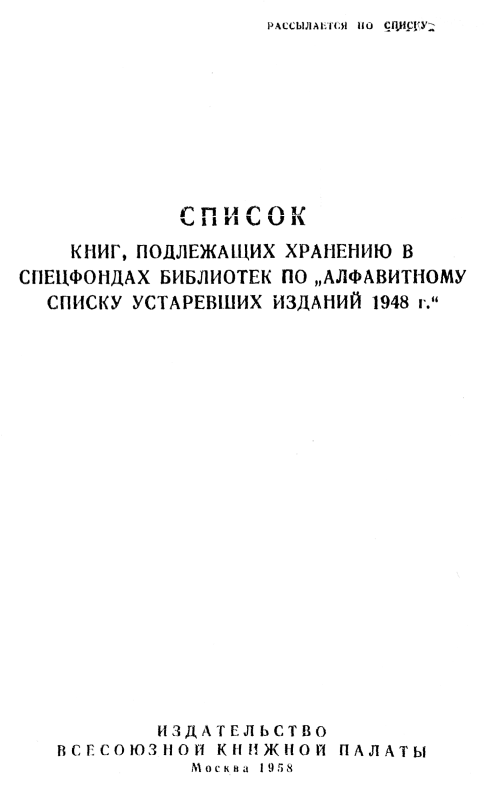
Обложка. Список книг, подлежащих хранению в спецфондах библиотек по «Алфавитному списку устаревших изданий 1948 г.»

В начале 1920-х годов развернулась массовая очистка библиотечных фондов от «идейно чуждой» литературы. Активным деятелем этой кампании была жена Ленина Надежда Крупская.
Вначале книги просто уничтожались, но к 1926 году в крупных библиотеках были созданы так называемые «спецхраны» — отделы, куда по распоряжению цензурных органов помещались книги и периодические издания, которые, по мнению цензуры, можно было предоставлять только по специальному разрешению. В вышедшем в ноябре 1926 года «Положении об СХ в библиотеке» было сказано, что в состав спецхранения следует включать:
1. литературу, вышедшую в СССР и изъятую из общего пользования,
2. зарубежную русскую литературу (имеющую научное или политическое значение),
3. издания, передаваемые другими учреждениями в публичную библиотеку на особое хранение.

Первые спецхраны в крупнейших библиотеках создавались на базе существовавших ещё до революции «секретных отделений» с довольно незначительным числом изъятых книг. Масштабы советских спецхранов были просто гигантскими: в некоторых из них к концу 1980-х находилось до полумиллиона книг и периодических изданий.
В дальнейшем состав литературы, подлежавшей передаче в спецхраны, постоянно пополнялся и детализировался. Передаче в спецхраны подлежали произведения репрессированных авторов. Особо пристрастной оценке подвергались иностранные печатные издания. К числу закрытых для общего использования принадлежали более 400 ведущих политических западных газет и все издания эмигрантов вне зависимости от содержания.
Любая иностранная литература делилась на две больших категории: для общего пользования — к открытому распространению в магазины, библиотеки и т. д., и к закрытому для общего пользования. При этом впоследствии было выделено четыре уровня доступа к литературе закрытой категории: «1с», «2с», «3с» и «4с». 

Уровень доступа «1с» имели только спецхраны ЦК ВКП(б) (ЦК КПСС), органов госбезопасности, Библиотеки имени Ленина и ИНИОНа. Спецхраны более низкого уровня получали уже не всю литературу. Например, в фонды категории «4с» (это, к примеру, спецхран Академии наук СССР) попадала только четверть приходящей в страну и запрещённой к общему пользованию литературы. К середине 1960-х годов в спецхране АН СССР находилось 24433 единицы хранения.
Отметка об уровне доступа проставлялась цензором Главлита. С 10 июня 1938 года эта отметка представляла собой печать в виде шестиугольника, так называемая «шайба». Одна «шайба» означала категорию «4с», две «шайбы» — категорию «Зс» и так далее до четырёх «шайб».
Специальное исследование литературы, которая оказалась в спецхране Библиотеки имени Ленина, показало следующие группы изданий:
1. российские издания конца XIX — начала XX века и русская советская литература таких авторов, как Анна Ахматова, Осип Мандельштам, Михаил Булгаков, Игорь Северянин, Алексей Ремизов, Фёдор Сологуб и т. п.,
2. зарубежная литература XX века, которая редко публиковалась в СССР; такие авторы, как Марсель Пруст, Джон Дос Пассос и другие,
3. «тамиздат», или работы запрещённых русских и советских авторов, изданные за рубежом (Александр Солженицын, Борис Пастернак, Вячеслав Иванов и др.),
4. книги религиозного содержания (Библия, Коран, Талмуд); работы русских религиозных философов,
5. книги по западным философским направлениям и психологии,
6. советские и зарубежные издания по семиотике, структурализму и т. п. (книги Юрия Лотмана, Михаила Бахтина, Бориса Эйхенбаума).

Кроме этого, в спецхран поступала и научная литература по биологии, ядерной физике, психологии, социологии, кибернетике, генетике. Также в состав фонда входила литература, поступавшая в библиотеку из различных советских учреждений и институтов с грифом «для служебного пользования» — в основном по технике, экономике, статистике.
М. В. Зеленов отмечал, что спецхран имел все черты партийно-государственной системы производства информации и контроля над ней — «надзаконность, анонимность, таинственность».

#### Охрана государственной тайны
До 1921 года в России не предпринималось никаких попыток упорядочить обработку и хранение документов, содержащих государственную тайну. 13 октября 1921 года Декретом СНК был утверждён «Перечень сведений, составляющих тайну и не подлежащих распространению». Сведения делились на две группы: военного и экономического характера. 30 августа 1922 года Секретариат ЦК РКП(б) принял постановление «О порядке хранения и движения секретных документов». Этим документом впервые предусматривалось создание секретных частей в организациях для организации и ведения секретного делопроизводства.
24 апреля 1926 года Совнаркомом был утверждён новый открытый «Перечень сведений, являющихся по своему содержанию специально охраняемой государственной тайной». Сведения были разделены уже на три группы: сведения военного характера, сведения экономического характера и сведения иного характера. Кроме этого, было введено три категории секретности: «совершенно секретно», «секретно» и «не подлежит оглашению». В июне 1926 года спецотдел при ОГПУ издал «Перечень вопросов совершенно секретной, секретной и не подлежащей оглашению переписки». Содержание этого перечня более детально раскрывало перечень Совнаркома от 24 апреля и делило секретные сведения уже на 4 группы: военного характера, финансово-экономического характера, политического (в том числе партийного) характера, общего характера.
В конце 1920-х годов была проведена унификация состава секретных органов и установлена стандартная номенклатура должностей секретных аппаратов учреждений и организаций. В крупнейших наркоматах были созданы секретные отделы, в остальных — секретные части, в более мелких организациях — секретные отделения. Структура секретных органов предусматривала: секретное делопроизводство, машбюро, чертёжное бюро, стенографическое бюро, группу контроля, группу по учётно-распределительной работе, бюро пропусков и справок.
В 1929 году была принята «Инструкция местным органам ОГПУ по наблюдению за состоянием секретного и мобилизационного делопроизводства учреждений и организаций». Таким образом, контроль по соблюдению требований секретного делопроизводства был возложен на низовые отделы ОГПУ.

### Цензура в период 1930—1953
Этот период в развитии советской цензуры Арлен Блюм называет «эпохой тотального террора», а Геннадий Жирков — временем «тотальной партийной цензуры». В эти годы окончательно сложилась многоуровневая система цензуры — от самоцензуры до партийного контроля за цензорским аппаратом, цензурному запрету были подвергнуты не только любые произведения репрессированных авторов, но даже упоминания о них. Целые направления в науке (особенно в гуманитарной сфере) оказались под запретом. Некоторые популярные издания репрессированных авторов издавались с указанием в качестве автора или составителя совершенно второстепенного лица, например, переводчика, — так, составленную Д. П. Святополк-Мирским «Антологию новой английской поэзии» назвали «гутнеровской антологией» по имени переводчика М. Гутнера.

#### До Великой Отечественной войны
5 сентября 1930 года Политбюро ЦК ВКП(б) приняло решение «освободить центральный аппарат Главлита от работы по предварительному просмотру печатного материала». Для этого был создан институт уполномоченных Главлита при государственных и общественных издательствах, радиовещательных организациях, телеграфных агентствах, почтамтах и таможнях. Число уполномоченных определялось Главлитом, но содержались они за счёт тех организаций, при которых состояли. С 1931 года за пропуск в печать секретных, «антисоветских или искажающих советскую действительность» материалов уполномоченные несли ответственность вплоть до уголовной.
В 1930 году подверглись разгрому и были запрещены как «троцкистские» первые исследования в области теории информации. Руководство «Коммунистического института журналистики» (КИЖ), в которое входили учёные Михаил Гус и Александр Курс, было объявлено «импортёрами буржуазного газетоведения».
В начале 1930-х годов были запрещены упоминания о голоде в СССР, о стихийных бедствиях и даже плохой погоде. В этот же период был введён запрет на любую информацию о проявлениях антисемитизма в СССР, а антисемитизм в дореволюционный период представлялся исключительно как провоцируемый царским правительством. В результате изданный в 1937 году рассказ Александра Куприна «Гамбринус» в собрании сочинений писателя был опубликован с купюрами.
В это время подверглось разгрому как «немарксистское» такое модное в 1920-е годы направление в педагогике, как педология. В результате все книги по педологии были изъяты из библиотек и торговой сети, были изъяты все библиографические материалы, содержащие упоминания этих книг, все они вошли в «Списки книг, подлежащих изъятию из библиотек и книготорговой сети», издаваемых Главлитом, и находились в этих списках до 1987 года.
6 июля 1931 года Совнарком опубликовал новое положение о Главлите. Как отмечает Геннадий Жирков, «впервые в практике государства, да ещё социалистического, была введена одновременно и гласно предварительная и последующая цензура».
В этом же году новым начальником Главлита был назначен Борис Волин. Он был сторонником объединения всех видов цензуры (военной, иностранной и идейно-политической), а также объединения всех республиканских Главлитов, то есть создания на базе Главлита РСФСР объединённого Главлита Союза при СНК СССР.
С 1933 года началось усиление военной цензуры. В январе 1933 года СНК СССР принял постановление об усилении охраны военных тайн, которым предусматривалось создание института Уполномоченного СНК СССР по охране военных тайн в печати. «Положение об Уполномоченном СНК СССР по охране военных тайн в печати и об отделах военной цензуры» было утверждено постановлением СНК СССР в ноябре 1933 года. Уполномоченный СНК СССР (он же начальник Главлита РСФСР) должен был осуществлять охрану военных тайн в гражданской печати на территории всего СССР. Главной задачей Волин считал предварительную цензуру.
В 1933—1935 годах после приказа Наркомпроса РСФСР в феврале 1933 года «О порядке комплектования, хранения и изъятия книг из библиотек» изъятия книг несколько сократились. Однако затем чистки библиотек вновь продолжились. Как пишет Арлен Блюм, по отчётным документам за один только июль 1935 года «500 проверенных коммунистов Ленинграда проверили 1078 библиотек и книжных магазинов, изъяли около 20 тысяч книг, которые были сожжены на мусоросжигательной станции».
С 1 июня 1935 года Приказом НКО № 031 (0131) в армии и на флоте введено новое Положение «Об организации военной цензуры в РККА». Таким образом была восстановлена военная цензура в рамках армии, ранее переданная в состав ВЧК/ОГПУ.
В 1935 году произошла реорганизация работы Радиокомитета, основанная на решении Оргбюро ЦК ВКП(б) от 9 июля 1935 года. Цензура радиопередач также была реорганизована на основе приказа Наркомпроса РСФСР № 7 от 27 декабря 1935 года. Главлиту была поручена «последующая цензура и оперативно-организационное руководство цензурой центрального, местного и низового радиовещания». При Управлении центрального радиовещания была организована «самостоятельная цензорская группа с уполномоченным Главлита для осуществления предварительного контроля над центральным вещанием». Радиокомитет разработал детальную регламентацию для проверки предварительной цензурой всех текстов радиопередач.
С 1930 по 1937 годы высшие партийные органы (Политбюро, Оргбюро и Секретариат ЦК РКП(б) — ВКП(б)) приняли 19 постановлений, касающихся работы Главлита.
В 1937—1938 годах политика цензуры изменилась: если ранее контролировалось содержание книг на предмет идеологических расхождений с политикой партии, то с этого времени основанием для помещения книги в спецхран стала личность автора. Если автор попадал в списки «врагов народа», его книги немедленно изымались из библиотек. Характер издания не имел при этом никакого значения — изымалась любая литература, включая научно-техническую. Кроме изъятия самих книг, уничтожались ссылки из других изданий и просто упоминания фамилии. За 2 года из библиотек и книготорговой сети было изъято 16 453 наименования книг общим тиражом 24 138 799 экземпляров. Первые акции такого рода происходили с 1933 года.
К концу 1930-х годов Главлит контролировал 70 000 библиотек, около 1800 журналов, предварительно цензурировал почти 40 000 названий книг общим тиражом порядка 700 млн экземпляров. Штат Главлита в 1938 году составлял 5800 человек.
После заключения пакта Молотова — Риббентропа из библиотек была изъята антифашистская литература, из репертуаров театров и кинопроката сняты произведения с критикой фашизма. Критика Гитлера и других нацистских лидеров, которая публиковалась до августа 1939 года, была запрещена. Более того — под запретом оказались произведения о русско-прусской войне и любые другие упоминания о войнах между Россией и Германией в истории. Запрет был снят только после начала Великой Отечественной войны.

#### Во время Великой Отечественной войны

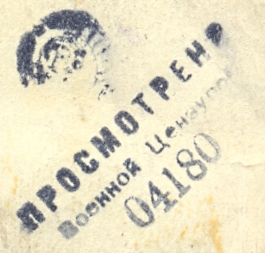
Штамп периода Великой Отечественной войны, которым помечалась вся просмотренная почта военнослужащих РККА

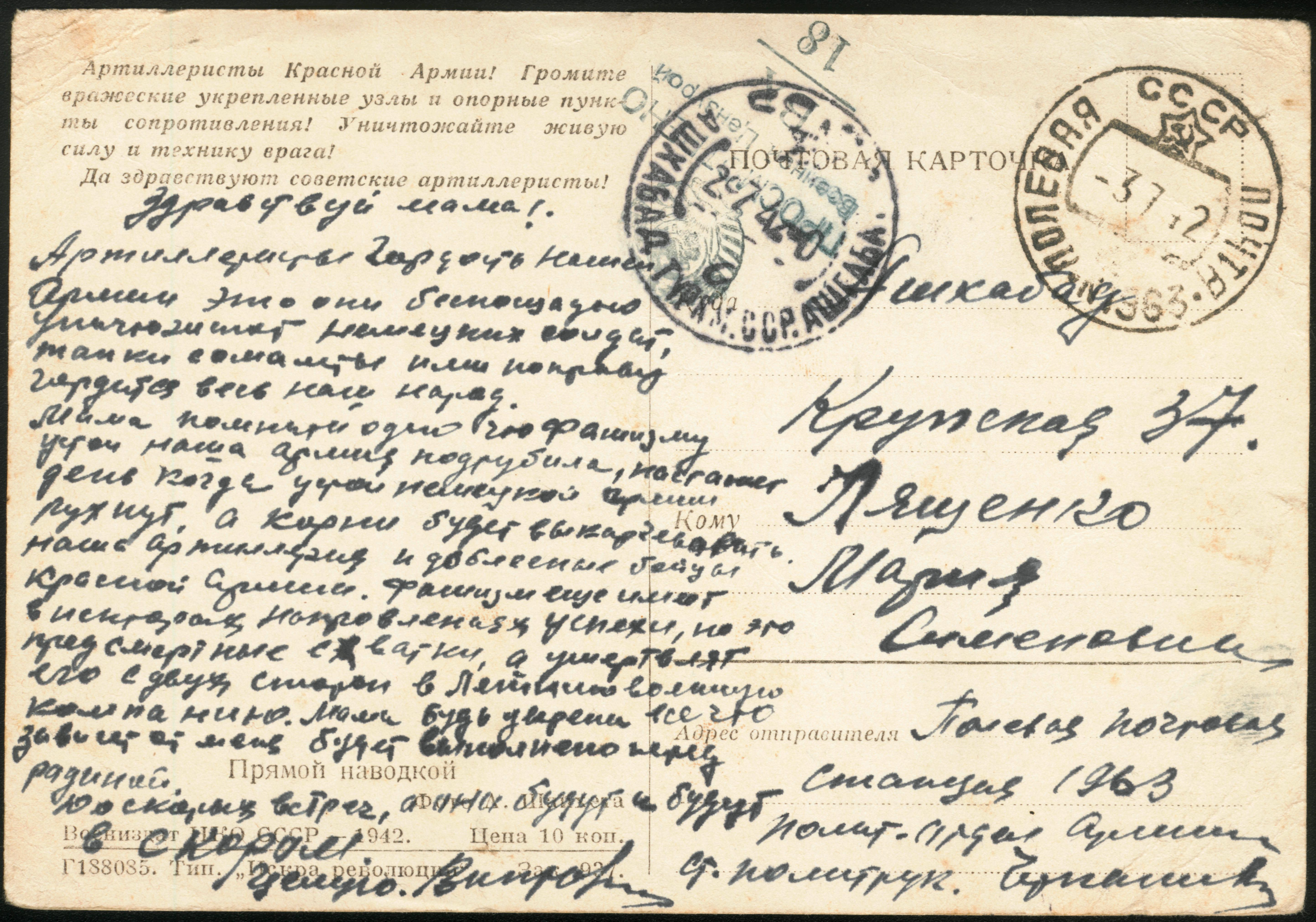
Прошедшая военную цензуру карточка НКО СССР Прямой наводкой. Отправлена через полевую почту 3 июля 1942 года с фронта в Ашхабад. 1942

2 июня 1941 года начальник Главлита Н. Г. Садчиков направил в отдел агитации и пропаганды ЦК ВКП(б) проект «Положения о Главном цензоре», в «целях усиления военной цензуры в СССР». Предлагалось ввести пост Главного цензора, а целый ряд работников аппарата Главлита считать находящимися на действительной военной службе. Предлагалось усилить почтово-телеграфную цензуру с аргументом, что её усилили все воюющие страны. Садчиков требовал увеличения штатов. Как пишет Павел Рейфман, «до начала войны оставалось ещё 20 дней, а вопрос о военной цензуре уже поставлен. И в таком аспекте, как будто война уже идёт».

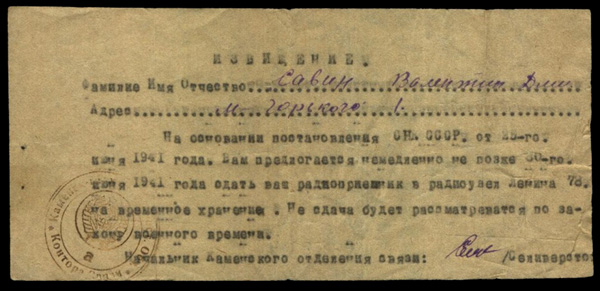
Извещение об обязательной сдаче радиоприёмника

25 июня 1941 года постановлением СНК СССР населению было предписано сдать имеющиеся на руках радиоприёмники и радиопередатчики на временное хранение в органы Всесоюзного Радиокомитета (фактически — в ближайшее почтовое отделение). Взамен выдавалась расписка, по которой после войны либо возвращали сданное, либо выдавали другой приёмник аналогичного класса, либо выплачивали денежную компенсацию. Приёмники, установленные в организациях, закреплялись за конкретным лицом, которое несло ответственность за содержание прослушиваемых передач.
23 октября 1942 года был повышен статус Отдела центральной военной цензуры: приказом наркома обороны И. В. Сталина он был выведен из состава Главного разведывательного управления и подчинён Наркомату обороны, однако 18 сентября 1943 года «в целях улучшения руководства военной цензурой» отдел военной цензуры был включён в состав Генерального штаба.
16 декабря 1943 года приказом народного комиссара обороны № 0451 было введено «Положение о военной цензуре в Красной Армии (на военное время)» вместо действовавшего с 22 июля 1935 года. В положении указывалось, что «Органы военной цензуры Красной Армии осуществляют контроль за содержанием всех печатных изданий, радиопередач и фото-кинопродукции, следя за тем, чтобы эти органы пропаганды не являлись средством для разглашения военной тайны». Цензуре не подвергались лишь приказы и директивы. Все военные цензоры подчинялись вышестоящим начальникам во главе с Отделом военной цензуры Генерального штаба. Цензурная работа была объявлена секретной: «все цензурные изменения, вычерки и изъятия могут быть известны, кроме цензора, только редактору, его заместителю и их прямым начальникам».
По линии НКГБ военной цензурой и перлюстрацией занимался «отдел „В“», которым в разные годы руководили В. Т. Смородинский, М. В. Грибов и П. П. Матвиевский.
15 февраля 1944 года приказом заместителя народного комиссара обороны № 034 были введены «Правила по сохранению военной тайны в печати Красной Армии (на военное время)», в которых указывался детальный перечь запрещённых к разглашению сведений.
Публичное упоминание о существовании цензуры в СССР запрещалось. Так, в 1943 году попала под запрет книга начальника Главлита Н. Г. Садчикова «Цензура в дни Отечественной войны».
Распространение информации с нарушением цензурных процедур наказывалось исправительными работами до 3 месяцев или штрафом, согласно ст. 185 УК РСФСР в редакции 1926 года с изменениями на 1 июня 1942 года и аналогичным статьям УК других союзных республик.
Начальник Главлита Н. Г. Садчиков сообщил следующие сведения о работе цензуры:
- За период с 1 июля 1941 года по 1 ноября 1944 года цензоры центральной, республиканской, краевой, областной и районной печати «выпустили в свет (без печати Красной Армии и Военно-Морского Флота)» 60610 книг, 9245 номеров журналов, 1140816 номеров газет, при этом «не допустили к опубликованию» 33441 «корреспонденцию по мотивам сохранения военных и государственных тайн» и 10790 «по мотивам политико-идеологического характера»;
- За период с июля 1941 года по октябрь 1944 года цензоры изъяли из всей поступившей иностранной литературы «30362 материала враждебного, антисоветского характера».

#### После Великой Отечественной войны
Во время Великой Отечественной войны цензура сосредоточилась на сохранении военной тайны, но после окончания военных действий снова развернулась идеологическая чистка. Например, в 1946 году была запрещена «Чёрная книга» Ильи Эренбурга и Василия Гроссмана — первое документальное произведение о преступлениях немецких оккупантов против еврейского населения СССР в ходе Холокоста. Идеологическая установка требовала не выделять ни одну национальность в рамках всего пострадавшего в ходе войны населения СССР.
В начале 1950-х годов в Ленинграде прошла широкомасштабная цензурная акция: изымались произведения недавно репрессированных по «Ленинградскому делу» авторов, а кроме того, материалы, связанные с ленинградской блокадой. В частности, по приказу начальника Главлита была изъята книга Ольги Берггольц «Говорит Ленинград», изданная в 1946 году.
Цензура стремилась контролировать не только информацию внутри СССР, но и публикуемую за границей информацию иностранных корреспондентов. 25 февраля 1946 года было принято Постановление Политбюро ЦК ВКП(б) о цензуре информации из СССР.
К 1947 году в составе Главлита было 7 отделов, из которых один занимался охраной военных и государственных тайн, ещё один контролировал отправляемую из СССР информацию иностранных корреспондентов, а остальные 5 занимались идеологической цензурой внутри СССР.
После войны на экранах кинотеатров некоторое время шли так называемые «трофейные фильмы»; в дальнейшем произведения Голливуда исчезли с экранов, и из всей мировой кинопродукции советский зритель мог знакомиться лишь с французскими комедиями и индийскими мелодрамами. Впрочем, и «кинотрофеи» были предварительно отцензурированы, часть предлагаемых фильмов не была допущена к показу, часть перемонтирована, у части изменены субтитры. А довоенный фильм «Унесённые ветром» советский зритель смог увидеть только в 1990 году.
Для истории цензуры в кинематографе примечательна также ситуация с фильмом режиссёра Александра Довженко «Прощай, Америка!». Фильм был задуман как агитационный памфлет по мотивам книги Аннабелль Бюкар, политической перебежчицы из США в СССР. Но когда фильм был почти готов, режиссёр получил распоряжение прекратить съёмки. Фильм так и остался незаконченным, пролежал в архиве 46 лет и только в 1995 году попал на экраны.
Схожая судьба постигла вторую серию картины «Иван Грозный» Сергея Эйзенштейна, которая была запрещена к показу из-за неудовлетворительного отражения официальной исторической доктрины и вышла на экраны только в 1958 году. При этом «художественную критику» в адрес Эйзенштейна поддержали его коллеги по кинематографическому цеху Сергей Герасимов и Иван Пырьев.
С 1932 по 1952 годы включительно Главлитом СССР и его местными отделениями было издано 289 списков, библиографических указателей и приказов на изъятие печатных изданий из общего пользования.
На местах цензоры проводили довольно активную работу: например, в 1949 году из текстов, изданных в Хабаровском крае, было 239 изъятий, а в 1952 году уже 630.

#### Кадровые проблемы
Работники органов цензуры в этот период часто не имели не только высшего, но и среднего образования. Например, в РСФСР в 1940 году из пяти тысяч цензоров лишь 506 имели высшее образование. Главным требованием было безупречное классовое происхождение — желательно пролетарское. Фактически цензоров набирали из вчерашних крестьян, недавно прибывших в город. В 1933 году на нехватку квалифицированных кадров в России жаловался начальник Главлита Борис Волин. Та же проблема была в Белоруссии и на Украине.
Некомпетентность цензоров доходила до курьёзов. В 1937 году цензор вычеркнул отрывок из стихов Маяковского, потому что, по его мнению, этот отрывок «искажал Маяковского». Один из районных уполномоченных предложил снять заметку о работе завода только потому, что в ней упоминались револьверные станки. Он полагал, что на револьверных станках производились револьверы, а значит, материал нарушал военную тайну. По аналогичному поводу военный цензор переименовал «Слово о полку Игореве» в «Слово о подразделении Игореве». Юлию Айхенвальду цензор запретил строку «умереть, уснуть» как мистицизм. Снять запрет помогла ссылка на первоисточник — «Гамлет» Вильяма Шекспира.
Иногда цензура служила просто инструментом для сведения личных счётов внутри цензурного аппарата. Так, разрешённый в 1922 году рассказ Евгения Замятина «Пещера» был через 2 месяца запрещён другим цензором, который был в ссоре с первым.
17 августа 1944 года Управление пропаганды ЦК ВКП(б) составило документ «О серьёзных недостатках в работе Главлита» в связи с приказом о произведениях А. И. Иванова, который во время оккупации сотрудничал с немцами, «изменил родине и перешёл на сторону врага». Главлит занёс в список запрещённой литературы произведения всех А. И. Ивановых, включая начальника Военно-морской медицинской академии генерал-майора Алексея Ивановича Иванова, который был на фронте и к перешедшему на сторону врага Иванову никакого отношения не имел.
Курьёзные случаи цензурных запретов встречались и в последующие годы. Так 12 апреля 1961 года после первого космического полёта Юрия Гагарина цензор запретил художникам журнала «Огонёк» рисовать «космический корабль, космодром, города и страны, которые видел Гагарин из иллюминатора», поскольку даже выдуманные картинки были отнесены им к «сверхсекретным объектам».

#### Партийный контроль
Наиболее отчётливо прямое партийное вмешательство в работу цензуры началось с 1925 года и резкими темпами усилилось в 1930-е.
Важнейшими документальными свидетельствами прямого партийного контроля над вопросами цензуры в этот период является ряд постановлений ЦК ВКП(б): «О политике партии в области художественной литературы» (1925), «Об издательской работе» (1931), «О перестройке литературно-художественных организаций» (1932), «Об издательстве детской литературы» (1933), «О литературной критике и библиографии» (1940), а также ряд постановлений в период с 1946 по 1948 год (в частности, постановление «О журналах „Звезда“ и „Ленинград“»).

Партийный диктат и вместе с ним партийная цензура развивались в 30—40-е годы с геометрической прогрессией, по возрастающей степени. Всё решали партийные структуры, начиная от Политбюро, его семёрки, пятёрки, тройки, Генсека.
— профессор Г. В. Жирков, История цензуры в России XIX—XX вв.
Местные органы издавали свои собственные цензурные указания. В мае 1950 года ЦК Коммунистической партии Беларуси принял постановление «О мерах по ликвидации фактов разглашения государственных тайн в музеях». В музее Великой Отечественной войны изъяли из экспозиции условные обозначения народно-хозяйственных объектов БССР, сведения о количестве скота, полученного в счёт репараций, карты дислокации партизанских отрядов во время войны и многое другое.

#### Цензура и репрессии
Цензоры тесно сотрудничали с органами безопасности. Начальник Главлита (1935—1938) Сергей Ингулов писал ещё в 1928 году:

Критика должна иметь последствия! Аресты, судебную расправу, суровые приговоры, физические и моральные расстрелы…

Известно множество случаев, когда обычные опечатки, замеченные цензорами, приравнивались к антигосударственным преступлениям и информация о таких случаях передавалась в органы государственной безопасности.
21 июня 1943 года начальник Главлита (1938—1946) Н. Г. Садчиков отправил секретарю ЦК ВКБ(б) Пузину секретное донесение о замеченных в красноводской газете «Коммунист» двух опечатках: 21 июня в слове «главнокомандующий» пропущена буква «л», а 14 мая в слове «Сталинград» пропущена буква «р»:

Сообщая об этом, считаю, что эти контрреволюционные опечатки — дело рук врага. Об этих фактах мною сообщено также в НКГБ…

5 апреля 1947 года начальник Главлита (1946—1957) К. К. Омельченко писал главе МГБ Виктору Абакумову:

В некоторой части тиража журнала «Молодой колхозник» № 1 за 1947 год в посвящении к стихотворению «Счастье» было тоже допущено грубое искажение: вместо текста — «В 1920 году В. И. Ленин охотился в Брянских лесах» напечатано: «В 1920 году В. И. Ленин окотился в Брянских лесах». Эти факты, по-моему, заслуживают внимания Министерства Государственной Безопасности.

Сами цензоры также подвергались репрессиям: в 1937 году десятки работников аппарата Главлита были арестованы, а начальник организации Сергей Ингулов — расстрелян. Как «враги народа» были разоблачены также начальники Главлитов Грузинской, Азербайджанской и Украинской ССР. Цензорский корпус за годы больших чисток обновился практически полностью.
В последующие годы одним из существенных элементов цензуры стали статьи Уголовного кодекса РСФСР № 70 («антисоветская агитации и пропаганда») и № 190-1 («распространение заведомо ложных измышлений, порочащих советский строй») и аналогичные им статьи УК союзных республик. По этим статьям, по данным КГБ СССР, с 1958 по 1966 годы было осуждено 3448 человек, а с 1967 по 1975 годы — ещё 1583 человека. Всего по обеим этим статьям с 1956 по 1987 годы было осуждено 8145 человек.
В фотоальбоме Дэвида Кинга «Пропавшие комиссары» (1997) наглядно показано, как на публиковавшихся в СССР групповых фотографиях в качестве своеобразного damnatio memoriae замазывали (ретушировали) изображения деятелей, которые были объявлены «врагами народа», а потом возвращали их обратно:

На Втором конгрессе Коминтерна 19 июля 1920 года народу было много. Сделали фотки, напечатали альбомы, довольные депутаты увезли альбомы по домам. Так на Западе сохранились нетронутые свидетельства этого дня. В России же с фотографий убрали всех, кроме самых главных. На одном отпечатке стерли 27 человек, чтобы ничто не мешало Ленину остаться наедине с Горьким. Облупленные балясины дворца Урицкого в Питере на снимке отремонтировали; в жизни Ленин стоял одной ногой в каком-то мусоре,— мусор подчистили, так что нога В. И. не касается земли. Ботинки и вождю, и писателю начистили — любо-дорого посмотреть. Подорожники пропололи, а сорную траву загримировали под здоровые стебли какого-то растения с неясной ботанической принадлежностью — так, вообще флора. В 1980-е годы — страшный либерализм — публика вернулась на прежние места. Правда, печатали только центральную часть снимка, все те же Ленин и Горький, зато честно видны все, кто стоял за их спинами в тот памятный день. И мусор вернули под ноги. Но — чудная деталь — и в оригинале, и даже в варианте 1933 года Ленин стоит, засунув руку в карман так, что мизинчик торчит, как бы свисает. В либеральные 80-е кто-то бережно подправил пальчик, вложил Ильичу в карман, а брюки отчистил от прилипшей беловатой дряни. Так заботливые матери подтыкают дитяте одеяльце на ночь и вытирают носик.— Татьяна Толстая

### Цензура в период 1953—1966
После смерти Сталина произошло незначительное общее ослабление цензурных ограничений (так называемая «Хрущёвская оттепель»), однако позже, примерно с 1964—1966 года, запреты вновь усилились.
Осуждение культа личности Сталина на XX съезде КПСС в 1956 году многие в стране восприняли как начало демократизации и свободы.
Главной платформой сторонников «оттепели» стал литературный журнал «Новый мир». Некоторые произведения этого периода получили известность и на Западе, в том числе роман Владимира Дудинцева «Не хлебом единым» и повесть Александра Солженицына «Один день Ивана Денисовича». Другими значимыми представителями периода оттепели были писатели и поэты Виктор Астафьев, Владимир Тендряков, Белла Ахмадулина, Роберт Рождественский, Андрей Вознесенский, Евгений Евтушенко.
Статус Главлита (который к тому времени уже назывался ГУОТ — «Главное управление по охране военной и государственной тайны при Совете министров») был понижен — его перевели в подчинение Госкомпечати.
Были сокращены кадры в цензуре — в частности, были ликвидированы цензоры при редакциях, которые содержались за счёт газет. Книги реабилитированных авторов начали перемещаться из спецхранов в открытые фонды. В частности, в «Центральном государственном архиве литературы и искусства» (ЦГАЛИ) в открытые фонды было передано около 30 тысяч архивных дел, в том числе материалы Бабеля, Бальмонта, Замятина, Мейерхольда, Мережковского, Пильняка, Розанова, Северянина, Ходасевича и многих других. В дальнейшем, после 1961 года, отдельные документы из уже переведённых на общее хранение опять возвратились в спецхран.
Цензура ограничила восхваление Сталина, иногда вплоть до вымарывания его имени и образа из художественных произведений. Кроме имени Сталина под запрет попали также имена некоторых его соратников. В частности, после ареста Лаврентия Берии в 1954 году каждый подписчик Большой советской энциклопедии получил по почте от редакции рекомендацию вырезать портрет и биографическую статью о враге народа и приклеить вместо неё «Берингов пролив».
В 1957 году был создан Государственный комитет по радиовещанию и телевидению при Совете Министров СССР. Таким образом, в сферу цензуры было включено развивающееся в СССР новое средство распространения информации — телевидение. Цензура охватывала и кинематограф, и музыку. Все новые фильмы, передачи, концертные программы и спектакли должны были проходить утверждение худсовета.
В этот же период происходила травля Бориса Пастернака, которому в 1958 году была присуждена Нобелевская премия по литературе.
В 1961 году было остановлен выпуск тиража альманаха «Тарусские страницы», уже выпущенные экземпляры были изъяты из продажи и библиотек.
В руководстве КПСС назрели идеологические противоречия, в том числе и в отношении цензурной политики. По некоторой информации, Никита Хрущёв планировал отменить идеологическую цензуру и даже дал поручение Л. Ф. Ильичёву подготовить соответствующий документ. Группа руководителей КПСС, которая считала эту политику вредной и неприемлемой (по мнению многих, лидером этой группы был член Политбюро Михаил Суслов), спровоцировала конфликт. Для этого в декабре 1962 года в московском Манеже была подготовлена выставка художников-авангардистов студии «Новая реальность» и организовано посещение этой выставки Хрущёвым. Будучи неподготовленным к восприятию искусства, разительно отличающегося от канонов социалистического реализма, Хрущёв был возмущён, и это возмущение было поддержано Сусловым. В печати была развёрнута пропагандистская кампания против формализма и абстракционизма, а об отмене цензуры уже и речи быть не могло.
После снятия Никиты Хрущёва с поста первого секретаря ЦК КПСС и прихода к власти Леонида Брежнева в 1964 году политика относительной открытости и демократизации начала сворачиваться.
Идеолог Политбюро Михаил Суслов возмущался:

Подумайте только, открываю утром «Известия» и не знаю, что там прочитаю!

Важным водоразделом стал арест писателей Андрея Синявского и Юлия Даниэля, публиковавших на Западе свои произведения, которые из-за цензурных ограничений они не могли опубликовать в СССР. Судебный процесс над ними и суровый приговор многие в стране и за рубежом сочли политической расправой. Письма в их защиту подписали более 60 членов Союза писателей СССР.

### Цензура в период 1966—1986

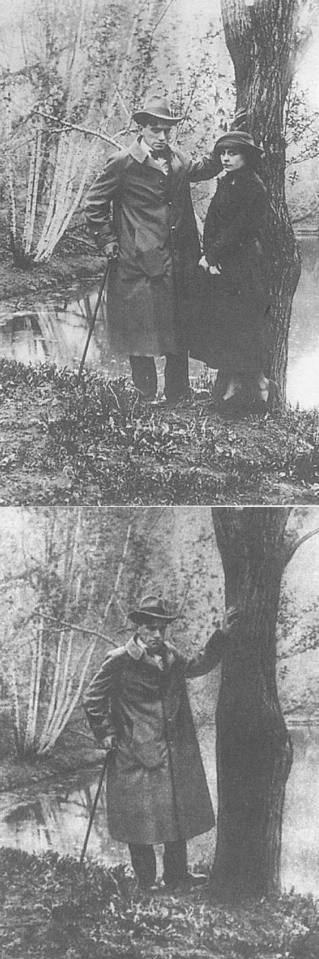
В. Маяковский и Л. Брик. Фотография 1918 года и она же после ретуши в 1960-х.

Цензура эпохи застоя вновь стала неотъемлемым элементом советской пропагандистской машины, теперь игравшей в большей степени консервативно-охранительные функции. Главной функцией Главлита являлась не защита государственных и военных тайн, а реализация идеологических решений ЦК. Состоялся приход в цензуру новых кадров, в большинстве с высшим гуманитарным образованием. Всё это время (1957—1986) Главлит возглавлял Павел Романов.
В связи с усилением идеологического контроля Главлит вновь вернули под начало Совета Министров — постановлением от 18 августа 1966 года. Изменились принципы взаимодействия Главлита с подведомственными организациями: деятели искусства представляли свои произведения в профильные организации — союзы писателей, художников, скульпторов, редакции газет и журналов. Оттуда произведения поступали на согласование в Главлит. Самим цензорам контактировать с авторами строго запрещала ведомственная инструкция. Цензоры превратились в мифические законспирированные фигуры, на которых можно было ссылаться (да и то лишь устно, а не письменно), но которых никто не видел.
Развернулась активная цензурная борьба с аллюзиями, реминисценциями и прочими формами иносказаний. Цензурировалось фактически не то, что было написано, сказано и показано, а то, что могли об этом подумать читатели, слушатели и зрители.
Юрий Буртин писал о цензуре второй половины 1960-х годов:

Порой рождался некий смешанный вариант, малознакомый мировой цензурной практике, но для нас достаточно обычный: это когда произведению сначала обдирали бока в предварительной цензуре, а стоило ему появиться в печати, как на него (по заранее принятому в «инстанциях» решению) спускали с цепи «партийную критику», издательствам же «не рекомендовали его перепечатывать».

В конце 1960-х годов попала под запрет публикация в журнале «Новый мир» «Преступник номер один» Д. Мельникова и Л. Чёрной об Адольфе Гитлере с мотивировкой «неконтролируемый подтекст».
В инструкциях Главлита появился запрет на тему сталинских репрессий. Информация о «местах заключения» была отнесена к области государственной тайны.
В конце 1967 года состоялось открытие «четвёртой программы» телевидения, рассчитанной на интеллигентного зрителя. По словам руководителя программы Леонида Дмитриева, суть эксперимента заключалась в том, чтобы «искать истину и говорить правду.» Эксперимент продолжался около года, после чего научные рецензенты из Высшей партийной школы — или, говоря словами Дмитриева, «около ста пятидесяти цензоров», в обязанность которых «входило написание рецензий на каждую передачу без исключения» — дали отрицательный отзыв, охарактеризовав это как идеологически ошибочную и политически вредную попытку создать элитарную программу, недоступную массам. В результате программа была закрыта.
В целом в этот период на телевидении сократилось до минимума прямое вещание, и почти все передачи проходили тщательный монтаж и предварительную цензуру. В 1970 году Государственный комитет по радиовещанию и телевидению при Совете министров СССР был преобразован в Государственный комитет Совета министров по телевидению и радиовещанию, а 5 июля 1978 года — в Государственный комитет СССР по телевидению и радиовещанию. Последнее преобразование вывело телевидение из подчинения Совету министров и поставило его в прямую зависимость от руководителя страны Л. И. Брежнева.
После событий 1968 года в Чехословакии при обсуждении вопроса о возможности отмены цензуры Михаил Суслов сказал:

Известно, что между отменой цензуры в Чехословакии и вводом советских танков прошло всего несколько месяцев. Я хочу знать, кто будет вводить танки к нам?

В конце 1960-х годов во время обострения отношений с Китаем из-за острова Даманский Главлит получил инструкции о дополнительных цензурных ограничениях: были запрещены все публикации, касающиеся дальневосточных экономических показателей: от выпуска текстиля до уловов рыбы. Редакторы местных газет жаловались, что им стало нечем заполнять газетные полосы. Распоряжение было отменено после улучшения обстановки на советско-китайской границе.
Знаменитый телесериал «Семнадцать мгновений весны» вышел на экраны в 1973 году благодаря заступничеству председателя КГБ СССР Ю. В. Андропова. Михаил Суслов требовал не допускать демонстрации фильма, в котором «не показан подвиг советского народа в войне», на что Андропов ответил, что «весь советский народ не мог служить в аппарате Шелленберга».
Массовым культурным явлением этого периода была неподцензурная авторская песня, распространявшаяся устно и в магнитофонных записях. Наиболее известным представителем этого жанра был поэт и актёр Владимир Высоцкий.
17 апреля 1973 года Высоцкий писал кандидату в члены Политбюро ЦК КПСС, секретарю ЦК КПСС Демичеву:

Вы, вероятно, знаете, что в стране проще отыскать магнитофон, на котором звучат мои песни, чем тот, на котором их нет. 9 лет я прошу об одном: дать мне возможность живого общения со зрителем, отобрать песни для концерта, согласовать программу.

15 сентября 1974 года была разогнана так называемая «Бульдозерная выставка» московских художников-авангардистов. Причиной разгона было расхождение с официально поддерживаемым стилем социалистического реализма.
Кроме борьбы с антисоветской агитацией и разглашением секретов, цензура пресекала также чрезмерное (то есть не соответствующее текущей политике КПСС) возвеличивание И. В. Сталина. С одной стороны, была ограничена критика Сталина, которая преобладала в период «оттепели», а с другой, была установка считать победу в Великой Отечественной войне заслугой коммунистической партии в целом, а не лично Сталина.

#### Цензура в музыке
Цензура стремилась контролировать также музыкальный репертуар. В СССР того периода главенствовала советская композиторская школа, сформировавшаяся в 30-50-е годы XX столетия. Её консервативных догм придерживались и большинство последующих советских композиторов. Фактически, официально в советской музыке имелось три основных направления: классическое (музыка классических композиторов XVIII — начала XX столетия, как наиболее известных мировых, так и русских), народное и эстрадное. Все песни, исполнявшиеся в СССР, подлежали предварительной цензуре, программы концертных выступлений утверждались отдельно от текстов музыкальных произведений.
В 1983 году Министерство культуры СССР приняло инструкцию, согласно которой все профессиональные и любительские музыканты обязаны были 80 % концертного репертуара составлять только из песен, написанных членами Союза композиторов СССР. Были гонения и на композиторов, занимавшихся экспериментальными музыкальными направлениями. В частности, одним из символов такого гонения стала печально знаменитая «Хренниковская семёрка», состоявшая из семи композиторов, которые были подвергнуты жёсткой критике на VI съезде Союза композиторов в ноябре 1979 года первым секретарём Союза композиторов СССР Тихоном Николаевичем Хренниковым. На съезде эти композиторы были подвергнуты официальному бойкоту. В течение ряда последующих лет их имена составляли «чёрный список» на радио, телевидении и в концертных организациях.
Поскольку в 1960-х годах начал формироваться жанр молодёжной музыки нового направления и прежде всего рок-музыка, он тут же был взят под строгий государственный контроль путём создания профессиональных вокально-инструментальных ансамблей (ВИА). В отличие от западных рок-групп обязательным наличием в таких ансамблях становилась духовая секция и её полное участие в репертуаре. Строгую цензуру проходил и сам репертуар. Он мог быть либо народным (народные песни или песни, написанные под народные мотивы), либо эстрадным. То же касалось и самодеятельных ансамблей. Таким образом цензура противопоставляла советские ВИА западным рок-группам с их «агрессивной музыкой». Рок-музыканты, пытавшиеся создать именно рок-группы, подвергались преследованиям. Например, Юрию Шевчуку в 1983 году в Уфимском отделении КГБ предлагали дать подписку о том, что он «никогда не будет больше исполнять, записывать и сочинять своих песен».

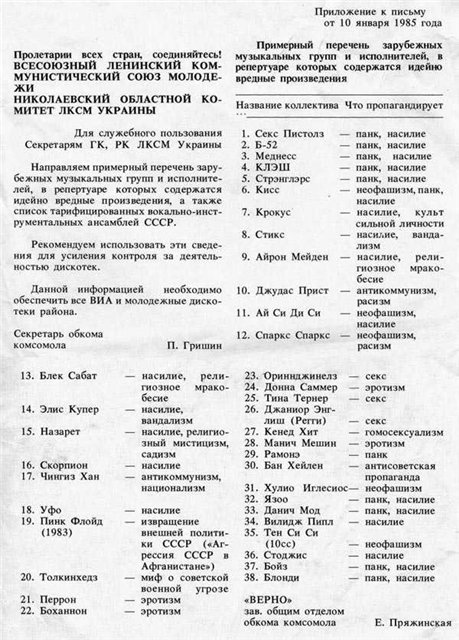
Зарубежные музыкальные группы и исполнители, запрещённые в СССР в 1985 году

Иногда жёсткая цензура давала слабину и пропускала «неформатные» музыкальные направления и их исполнителей. В частности, такая временная «свобода творчества» началась в преддверии Летних Олимпийских игр 1980 года, когда многочисленным зарубежным гостям надо было показать прогрессивность и некоторую свободу советского строя. Тогда же был проведён в СССР один из первых официальных рок-фестивалей «Весенние ритмы. Тбилиси-80». На этой волне в репертуарах многих ВИА и композиторов начали появляться композиции в стиле диско, поп-рока и электронной музыки. Также в начале 80-х годов, в связи с падением популярности классических вокально-инструментальных ансамблей с привычным эстрадным исполнением, начинают появляться музыкальные группы с рок-исполнением. В это же время появляются и первые дискотеки в СССР. С распространением молодёжных дискотек возникла проблема контроля за исполнявшейся там зарубежной музыкой, которая распространялась на магнитофонных лентах. Меры против зарубежной и самодеятельной советской рок-музыки усилились после июньского пленума 1983 года. Контролем за репертуаром дискотек занимались комсомольские органы. Например, 10 января 1985 года Николаевский обком ЛКСМ Украины направил секретарям местных организаций «Примерный перечень зарубежных музыкальных групп и исполнителей, в репертуаре которых содержатся идейно вредные произведения» для контроля за деятельностью дискотек. Лишь после объявления курса «Перестройки» и «Гласности» музыкальная цензура ослабла. Вышли из подполья многие рок-группы, стали появляться многочисленные поп-исполнители и поп-группы.

#### Цензура в СМИ
В работе со средствами массовой информации цензурная практика выглядела следующим образом. Вначале редактор представлял в Главлит вёрстку подготовленного им к печати материала в двух экземплярах. Работник Главлита изучал материал на предмет поиска информации, подпадающей под обширный «Перечень сведений, запрещённых к опубликованию в открытой печати». Запреты делились на две части: безусловные и условные. Безусловные запрещались автоматически, а по условным следовало получить предварительное разрешение соответствующего министерства. Замечания оформлялись цензором на специальном бланке «Вмешательство», где указывались издающая организация, точный текст, потребовавшиеся вмешательства, их характер и обоснование.

#### Цензура и война в Афганистане
В 1980 году цензуре подверглась первая серия фильма «Приключения Шерлока Холмса и доктора Ватсона». В книге, по которой поставлен фильм, Шерлок Холмс дедуктивным методом пришёл к выводу, что таким разочарованным доктор Ватсон вернулся с войны в Афганистане. Советские идеологи не могли допустить ассоциаций с недавним вводом советских войск в Афганистан. Поэтому в отцензурированном варианте Ватсон вернулся из «какой-то восточной страны».
После двух интервью академика Андрея Сахарова иностранным СМИ относительно войны в Афганистане, где он критиковал политику правительства, он был лишён всех государственных наград, включая звание Героя Социалистического Труда и 22 января 1980 года без суда выслан в город Горький, где был помещён под домашний арест.
Относительно массовый культурный слой так называемой «афганской песни» — творчество людей, связанных с участием в событиях афганской войны 1979—1989 годов, — также находился под запретом до 1987 года.
Вплоть до второй половины 1980-х годов в советских средствах массовой информации публиковались крайне скупые сообщения об участии Советской Армии в боевых действиях на территории Афганистана. Например, согласно перечню разрешённых для публикации сведений, разработанному в 1985 году министерствами обороны и иностранных дел СССР, центральные СМИ могли сообщать «отдельные единичные факты (не более одного в месяц) ранений или гибели советских военнослужащих при исполнении воинского долга, отражении нападения мятежников, выполнения заданий, связанных с оказанием интернациональной помощи афганскому народу». Этот же документ запрещал публикацию в открытых изданиях информации об участии в боевых действиях советских подразделений от роты и выше, об опыте боевых действий, а также проведение прямых телерепортажей с поля боя.
В целом тема войны в Афганистане находилась под особо пристальным вниманием как военной, так и гражданской цензуры. По мнению Координационного Совета обществ родителей и семей воинов, погибших в Афганистане, именно цензурные ограничения «сделали невозможным критику лживой пропаганды, разоблачение беззакония и насилия военных властей».

#### Глушение зарубежных радиостанций
В 1940-е годы, в связи с началом работы зарубежных радиостанций, вещающих на русском языке и языках народов СССР (Радио Свобода, Голос Америки, Немецкая волна, Русская служба Би-би-си и других), неподвластных ограничениям советской цензуры, а также появлением у населения большого числа коротковолновых радиоприемников, в СССР стало применяться массовое глушение этих радиостанций с помощью мощного радиоэлектронного оборудования («глушилок»).  Советская сеть радиоглушения была самой мощной в мире.
«Сведения по вопросам радиозащиты от враждебной пропаганды и использования соответствующих радиотехнических средств» относились к государственной тайне. Накануне открытия Олимпийских игр в Москве в 1980 году в журнале «Олимпийская панорама» цензор обнаружил панорамный снимок с почти незаметной вышкой «глушилки» в районе Филей. И хотя фото было сделано с общедоступной смотровой площадки Ленинских гор, откуда иностранцы фотографировали эту панораму каждый день, цензор разрешил выпуск только после удаления вышки из иллюстрации.
Ещё одним из способов ограничения доступа советских граждан к информации «извне» было ограничение производства радиоприёмников с диапазонами волн короче 25 м. Советские приёмники с этими диапазонами с середины 1950-х гг. шли в основном на экспорт и внутри страны продавались очень редко. Поэтому в СССР особо ценились импортные приёмники с КВ-диапазонами, а также мастера, которые могли перестроить приёмник на высокочастотный диапазон.

#### Использование советского опыта ограничения информации в странах народной демократии
В странах Восточной Европы также широко использовался советский опыт информационной блокады. С этой целью была реализована система запретительных и ограничительных мер, от введения политической цензуры, ликвидации культурно-информационных центров, библиотек и институтов западных стран до запрета свободного передвижения иностранных граждан. Особое значение придавалось глушению радиостанций капиталистических государств, а с 1948 года — и Югославии.
Таким образом, правящие коммунистические партии «стремились воспроизвести советскую модель контроля за информацией и создания информационно закрытого общества».

### Перестройка и ослабление цензуры
В период перестройки, начавшийся с 1986 года и закончившийся распадом СССР в 1991 году, цензура постепенно ослаблялась, сойдя к 1991 году почти на нет.
Ослабление цензуры выразилось в декларировании руководством СССР с 25 февраля 1986 года политики «гласности». В докладе XXVII съезду КПСС М. С. Горбачёв сказал:

Принципиальным для нас является вопрос о расширении гласности. Это вопрос политический. Без гласности нет и не может быть демократизма, политического творчества масс, их участия в управлении.

Это означало возможность обсуждать множество ранее запретных тем, критиковать те или иные органы власти. В частности, в средствах массовой информации появились публикации о злоупотреблениях партийных и государственных чиновников, об экономических трудностях и товарном дефиците, о негативных социальных явлениях (например, о наркомании и проституции), о музыкальных и других субкультурах в молодёжной среде (именуемых «неформалами» в противопоставление формальным (официальным) молодёжным организациям).
Сам факт существования цензуры был публично признан в интервью Михаила Горбачёва французской газете «Юманите», которое появилось в советской печати 8 февраля 1986 года. Важным аспектом было указание на задачи цензурных ограничений: охрана государственной и военной тайн, запрет на пропаганду войны, жестокости и насилия, охрана неприкосновенности личности. Идеологические мотивы («антисоветская пропаганда» и т. п.) всё же не были названы.
4 сентября 1986 года Главлит СССР издал приказ № 29с, в котором цензорам было дано указание сосредоточить внимание на вопросах, связанных с охраной государственных и военных тайн в печати, и информировать партийные органы только о существенных нарушениях в идеологической сфере.
Одним из первых проявлений новой тенденции стала публикация в 1986 году в апрельском номере журнала «Огонёк» стихов Николая Гумилёва.
Постановлением ЦК КПСС от 25 сентября 1986 года было принято решение прекратить глушение передач одних зарубежных радиостанций («Голос Америки», «Би-Би-Си») и усилить глушение других («Свобода», «Немецкая волна»). 23 мая 1987 года в Советском Союзе окончательно прекратили глушить радиопрограммы «Голоса Америки» и некоторых других западных радиостанций. Полностью глушение зарубежных радиостанций в СССР было прекращено с 30 ноября 1988 года.
В 1987 году приступила к работе Межведомственная комиссия, возглавляемая Главлитом СССР, которая начала пересмотр изданий с целью передачи их из отделов специального хранения в «открытые» фонды. В это время в спецхранах крупных библиотек хранилось до полумиллиона изданий. А фонд отдела специального хранения Государственной библиотеки им. В. И. Ленина насчитывал около 27000 советских и 250000 иностранных книг, 572000 номеров иностранных журналов, около 8500 годовых комплектов иностранных газет. В спецхране ЦГАЛИ к началу 1985 года хранилось 1,5 % от общего количества архивных материалов — около 150 тыс. единиц хранения.
1988 год стал прорывом в части публикации множества ранее запрещённых авторов. В частности, были напечатаны романы «Архипелаг ГУЛАГ» Александра Солженицына, «Доктор Живаго» Бориса Пастернака, «Жизнь и судьба» Василия Гроссмана и другие. С 1986 по 1990 годы было напечатано такое количество ранее запретной литературы, что Юрий Лотман назвал это время «культурным взрывом».
12 июня 1990 года Верховным Советом СССР был принят Закон СССР «О печати и других средствах массовой информации», в котором было прямо указано, что «Цензура массовой информации не допускается». В Постановлении Верховного Совета о введении закона в действие содержалось поручение Совету Министров СССР «подготовить и внести в Верховный Совет СССР проекты законов, регулирующих вопросы охраны государственных и иных тайн, деятельности отдельных средств массовой информации, включая телевидение и радио».
9 июля 1990 года вышел приказ Главлита «О ликвидации спецхрана», в котором предписывалось передать все книги в общие фонды.
В связи с принятием нового закона о печати предварительная цензура стала услугой, оказываемой Главлитом на добровольной и возмездной основе. Как утверждает Андрей Мальгин, газеты и журналы без предварительной цензуры стали выходить с 1 августа 1990 года.
В начале 1991 года в связи с дестабилизацией обстановки в стране произошло усиление цензуры на телевидении. 4 января в эфир не вышел очередной выпуск сверхпопулярной программы «Взгляд», в котором планировалось показать интервью с ушедшим в отставку с поста министра иностранных дел Э. А. Шеварднадзе.
Программа отсутствовала в эфире несколько месяцев.
Во время Августовского путча 19 августа 1991 года указом ГКЧП были запрещены все печатные издания, кроме партийных. 22 августа указ был отменён.
13 апреля 1991 года Главлит был упразднён постановлением Кабинета Министров СССР с передачей его функций Министерству информации и печати СССР. В мае 1991 года бывший руководитель Главлита В. А. Болдырев направил президенту СССР М. С. Горбачёву письмо, в котором говорилось:

Анализ публикаций в средствах массовой информации показывает, что часть изданий ведёт пропаганду, направленную на дестабилизацию нашего общества, ослабление государственной власти, разжигание межнациональных конфликтов, дискредитацию Вооружённых Сил СССР, помещает материалы с нападками на грани оскорбления и клеветы на высшие органы страны и пропагандирует почти неприкрытую порнографию и насилие… В целях устранения такого рода негативных процессов следовало бы поручить союзному вневедомственному органу осуществлять контроль за выполнением законодательства о печати и других средствах массовой информации.

Однако никаких мер по усилению цензуры советское руководство уже не предпринимало. Созданное 25 июля 1991 года при Министерстве информации и печати СССР «Агентство по защите государственных секретов в средствах массовой информации» было ликвидировано на основании постановления Совета Министров РСФСР от 15 октября 1991 года и приказа Министерства информации и печати СССР от 24 октября 1991 года, просуществовав ровно три месяца. Таким образом, 24 октября 1991 года можно считать последним днём существования государственной цензуры в СССР.
25 декабря 1991 года СССР прекратил своё существование. В государстве-продолжателе СССР — Российской Федерации 27 декабря 1991 года был принят Закон РФ «О средствах массовой информации», прямо запретивший цензуру.

## Сопротивление и протесты
Против цензуры протестовали многие известные писатели, учёные и общественные деятели. Протесты начались почти сразу после введения цензуры. Уже 26 ноября 1917 года «Союз русских писателей» выпустил специальную однодневную «Газету-протест. В защиту свободы печати». В ней опубликовали свои материалы 3инаида Гиппиус, Евгений Замятин, Вера Засулич, Владимир Короленко, Дмитрий Мережковский, Александр Потресов, Фёдор Сологуб, Питирим Сорокин и др.
Против «произвола местной бюрократии», «комиссаров больших и маленьких» протестовали делегаты Первого Всероссийского съезда советских журналистов, проходившего в Москве в ноябре 1918 года.
8 ноября 1923 года Максим Горький написал Владиславу Ходасевичу:

Из новостей, ошеломляющих разум, могу сообщить, что… в России Надеждою Крупской и каким-то М. Сперанским запрещены для чтения: Платон, Кант, Шопенгауэр, Вл. Соловьёв, Тэн, Рёскин, Ницше, Л. Толстой, Лесков, Ясинский (!) и ещё многие подобные еретики. И сказано: «Отдел религии должен содержать только антирелигиозные книги». Всё сие — отнюдь не анекдот, а напечатано в книге, именуемой «Указатель об изъятии антихудожественной и контрреволюционной литературы из библиотек, обслуживающих массового читателя»… Первое же впечатление, мною испытанное, было таково, что я начал писать заявление в Москву о выходе моём из русского подданства. Что ещё могу сделать я в том случае, если это зверство окажется правдой?

Революционер, военачальник и дипломат Фёдор Раскольников 17 августа 1939 года в парижском журнале «Новая Россия» опубликовал «Открытое письмо Сталину», в котором, в частности, писал:

Лицемерно провозглашая интеллигенцию «солью земли», вы лишили минимума внутренней свободы труд писателя, учёного, живописца. Вы зажали искусство в тиски, от которых оно задыхается, чахнет и вымирает. Неистовство запуганной вами цензуры и понятная робость редакторов, за всё отвечающих своей головой, привели к окостенению и параличу советской литературы. Писатель не может печататься, драматург не может ставить пьесы на сцене театра, критик не может высказать своё личное мнение, не отмеченное казённым штампом.
Ряд советских учёных выражал открытое возмущение некомпетентными действиями советских цензоров.

 Трудно учесть вред цензуры — вполне бездарной, невежественной и, возможно, сознательно мешающей научной работе в нашей стране
— академик В. И. Вернадский

Мероприятия Главлита, на которые я жалуюсь, затрудняют нашу работу и к тому же оскорбительны для советского человека, поскольку непонятна та цель, которую они преследуют… Если это забота о чистоте наших мыслей и помыслов путём запрета знания греха, то в этом мало смысла… По-видимому, работники Главлита мало читали Щедрина, а то им бы была понятна нелепость рвения бюрократов к запретам
— академик П. И. Капица
В мае 1967 года писатель Александр Солженицын разослал получившее широкую известность среди советской интеллигенции и на Западе «Письмо съезду» Союза писателей СССР. В письме, в частности, было сказано:

Не предусмотренная конституцией и потому незаконная, нигде публично не называемая, цензура под затуманенным именем Главлита тяготеет над нашей художественной литературой и осуществляет произвол литературно неграмотных людей над писателями. Пережиток средневековья, цензура доволакивает свои мафусаиловы сроки едва ли не в XXI век! Тленная, она тянется присвоить себе удел нетленного времени: отбирать достойные книги от недостойных
— Александр Солженицын
10 декабря 1975 года Елена Боннэр огласила в Осло текст Нобелевской лекции академика Андрея Сахарова, в которой он требовал среди прочего «свободы совести, существования информированного общественного мнения, плюрализма в системе образования, свободы печати и доступа к источникам информации».
Против цензуры публично протестовали также Михаил Булгаков, Михаил Зощенко, Владимир Войнович, Константин Симонов, Александр Твардовский, Корней Чуковский, Константин Федин, Виктор Шкловский, Илья Эренбург и многие другие.
Против некоторых цензурных ограничений возражали даже сами цензоры. В частности, начальник III управления Главлита Владимир Симаньков рассказал, как благодаря цензуре зарубежные аналитики «вычислили» все оборонные предприятия СССР в Средней Азии.

### Цензура и эмиграция
Цензура часто приводила к тому, что талантливые люди творческих профессий не могли полностью реализовать свои способности в СССР.
Ряд известных писателей (например, Евгений Замятин, Александр Солженицын, Виктор Некрасов, Владимир Войнович, Сергей Довлатов, Андрей Синявский, Анатолий Гладилин), поэтов (Иосиф Бродский, Юз Алешковский и Александр Галич), художников (Константин Коровин, Александр Бенуа, Михаил Шемякин), певец Фёдор Шаляпин и множество других деятелей культуры были вынуждены эмигрировать или были высланы из страны.
Аналогичная проблема существовала также среди учёных, особенно гуманитариев. Примерами являются высланные за границу по решению ГПУ социолог Питирим Сорокин, философы Иван Ильин, Николай Бердяев и Семён Франк, историки Александр Кизеветтер и Сергей Мельгунов, эмигрировавшие социолог Георгий Гурвич, философ Василий Зеньковский, историк Семён Дубнов и многие другие.

## Обход цензурных ограничений

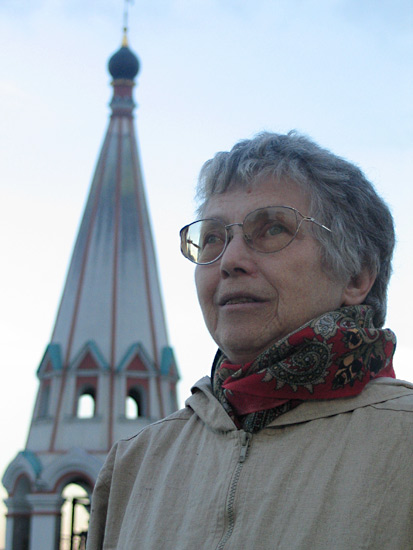
Наталья Горбаневская — создатель первого в СССР «самиздатовского» правозащитного бюллетеня «Хроника текущих событий»

В качестве методов обхода цензуры использовались иносказания (эзопов язык), самиздат, контрабанда, издание за рубежом («тамиздат») и другие способы.
Например, в Одессе с 1967 по 1982 годы функционировала подпольная библиотека неподцензурной литературы и самиздата, которой пользовалось около 2000 читателей.
Активными борцами с политической цензурой были советские диссиденты. Основным методом распространения информации был самиздат. Часть диссидентского движения занималась правозащитой — отстаиванием прав и свобод граждан, в том числе права на получение и распространение информации. Первый в СССР неподцензурный правозащитный информационный бюллетень «Хроника текущих событий» распространялся в самиздате в течение 15 лет — с 30 апреля 1968 по 17 ноября 1983 года. Аналогичной деятельностью занимались Московская Хельсинкская группа, Свободное межпрофессиональное объединение трудящихся и другие организации.
Известен также ряд случаев литературных мистификаций, когда авторы выдумывали якобы переводной источник. В частности, поэт Владимир Лифшиц придумал некоего английского поэта Джеймса Клиффорда, якобы погибшего в 1944 году на Западном фронте, переводы из которого он печатал, хотя это были его собственные стихи. Так же поступил поэт Александр Гитович, сочинивший имя «французского» поэта и печатавший свои произведения под этой маской. Булат Окуджава назвал одно из лучших своих стихотворений «Молитва Франсуа Вийона», поскольку был уверен, что по-другому цензуру ему не пройти.
Ещё одним методом обхода цензуры был так называемый «метод собаки». Он заключался в том, чтобы включить в произведение очевидно нелепый и привлекающий внимание цензуры яркий эпизод, в результате чего мелкие нюансы цензура не замечала. В частности, таким способом был почти полностью спасён от цензурных правок фильм «Бриллиантовая рука», в который режиссёр Леонид Гайдай специально включил в конце ядерный взрыв. Комиссия Госкино пришла в ужас и потребовала убрать взрыв. Посопротивлявшись для вида, Гайдай взрыв убрал, а фильм остался «неиспорченным» цензурой, на что Гайдай и рассчитывал. Впрочем, фильму всё равно не удалось избежать внимания цензоров к остальным деталям, но некоторые претензии были сняты.
Ещё об одном варианте преодоления цензурных запретов в кино рассказал режиссёр детского музыкального фильма «Приключения Петрова и Васечкина» Владимир Алеников. В 1983 году после отказа со стороны всех инстанций он сумел пригласить на просмотр фильма дочь Генерального секретаря ЦК КПСС Юрия Андропова Ирину, работавшую заместителем главного редактора журнала «Музыкальная жизнь». Одного лишь известия о предстоящем просмотре хватило, чтобы фильм был немедленно поставлен руководством Гостелерадио в программу Центрального телевидения.
В конце 1978 года в самиздате появился литературный альманах «Метрополь» с указанием имён авторов и составителей, среди которых были такие известные писатели, как Василий Аксёнов, Андрей Битов, Виктор Ерофеев, Фазиль Искандер, Евгений Попов, Белла Ахмадулина, Владимир Высоцкий, Семён Липкин, Андрей Вознесенский. По словам Людмилы Алексеевой, это был первый столь массовый случай «явочного осуществления писателями-профессионалами свободы творчества в обход цензуры». Авторы и составители подвергались преследованиям, в частности, В. Ерофеева и Е. Попова исключили из Союза писателей.
Важным и массовым неподцензурным каналом распространения информации стали анекдоты. Через эту фольклорную форму люди часто выражали своё критическое отношение к власти и коммунистической идеологии. Особое распространение политические анекдоты получили в 1960-е — 1970-е годы. В начале 1980-х годов хороший анекдот за 3 дня распространялся от Москвы до Владивостока. Власти преследовали распространителей анекдотов, в том числе в уголовном порядке.
С появлением у населения большого числа бытовых магнитофонов в обход цензуры стали распространяться (свободно копироваться на носители) рок-музыка и авторские песни, а с появлением видеомагнитофонов — неподцензурные зарубежные фильмы, доставленные контрабандой.
Первым советским рок-музыкантом, открыто пренебрегшим цензурными правилами, стал Михаил Борзыкин (группа «Телевизор»), исполнивший на концерте в 1986 году не прошедшие «литовку» песни «Мы идём» и «Выйти из-под контроля». После этого группе на полгода запретили выступления.

## Влияние на культуру и науку
Доктор исторических наук Татьяна Горяева пишет, что «советская цензура всегда оценивалась как крайне реакционное проявление тоталитарной власти».
Владимир Войнович полагал, что политическая цензура, если она была принята писателем, заканчивалась «деградацией личности и таланта». Он приводил в пример Алексея Толстого, Фадеева и Шолохова. По его мнению, цензура стимулировала продвижение и издание литераторов малоталантливых, но желающих и умеющих пропагандировать политику КПСС, а талантливых писателей, которые не соглашались подстраиваться под цензурные ограничения, власть преследовала. Таким образом, Войнович считал воздействие цензуры на культуру в СССР однозначно негативным явлением. Войнович не одинок в своей оценке влияния цензуры: такого же взгляда придерживаются кинорежиссёр Эльдар Рязанов и писатель Виталий Коротич, а также многие другие деятели культуры. Идеологической цензуре подвергалась и классическая русская литература.
Корней Чуковский говорил:

…В условиях деспотической власти русская литература заглохла и почти погибла… Зависимость теперешней печати привела к молчанию талантов и визгу приспособленцев — позору нашей литературной деятельности перед лицом всего цивилизованного мира.

Ряд произведений русских писателей десятилетиями не мог попасть к советскому читателю — например, роман Анатолия Мариенгофа «Циники», изданный в Берлине в 1928 году, был издан в СССР только в 1988.
Описывая ряд абсурдных цензурных запретов, А. В. Кустова делает следующий вывод:

В те годы придирчивость цензуры часто вызывали тексты, вовсе не претендовавшие на подрыв устоев. Но в том-то всё и дело, что тоталитарная цензура не делает различия между главным и второстепенным, существенным и маловажным. На её цензурных весах одинаковы и действительно криминальный «антисоветский» текст, и опечатка в кроссворде или курьёзный оборот речи при переводе. Главная её задача — устрашение всех пишущих, порождение тотального страха, воспитание писателей-конформистов и изоляция неугодных власти авторов.

Есть и другие взгляды на роль цензуры в советском обществе. Например, Иосиф Бродский считал, что преодоление цензурных рогаток стимулировало творчество и развивало талант, так же думал поэт и литературовед Лев Лосев. Аналогичного мнения придерживается прозаик и драматург Юрий Мамлеев, актёр Донатас Банионис и другие.
Необходимость мастерского владения художественной формой для обхода цензуры имела последствия не только для писателей, но и для читателей, таким своеобразным путём способствуя культурному развитию аудитории.
Михаил Делягин считает, что именно благодаря советской цензуре, стремившейся «к примитивной мести классово чуждому персонажу» Остапу Бендеру, Ильф и Петров изменили концовку своего романа «Золотой телёнок», и результат оказался «великолепен». Иногда цензура рождала практически новое произведение: так перемонтаж Сергеем Эйзенштейном знаменитого фильма Фрица Ланга «Доктор Мабузе, игрок» превратил его, по выражению Олега Аронсона, в «революционную агитку» «Позолоченная гниль».
Распространено и иное мнение — а именно, что цензура сдерживала проявления бескультурья, вседозволенности, злоупотребления свободой слова и лжи. Такой взгляд поддерживают, например, политолог Андрей Савельев и историк Георгий Куманёв. Режиссёр Станислав Говорухин, отмечая отрицательную роль цензуры, также говорит, что «именно при цензуре, прежде всего нравственной», «было создано настоящее искусство, настоящая литература».
Писатель Фазиль Искандер считает, что «существовавшая в советские времена цензура на 90 процентов состояла из политических ограничений, но 10 процентов снимали пошлость и грубость».
Существует также распространённое мнение, что лишь после отмены телецензуры насилие на кино- и телеэкране стало массовым явлением. Однако доктор педагогических наук профессор А. В. Фёдоров указывает, что «в 20-х — 50-х годах в кинозалах, а в 60-х — 80-х годах — на кино/телеэкранах демонстрировалось немало отечественных фильмов, воспевающих и пропагандирующих так называемое „революционное насилие“, „революционный террор“, порождённые „классовой борьбой“, „диктатурой пролетариата“, гражданской войной и т. д.» Как пишет киновед Олег Ковалов, «более жестокого и натуралистичного кинематографа, чем советский, в 20-е годы в мире, действительно, просто не было — „буржуазная цензура“ не пропустила бы на экраны и сотой доли тех зверств, которые живописали отечественные ленты о революции».

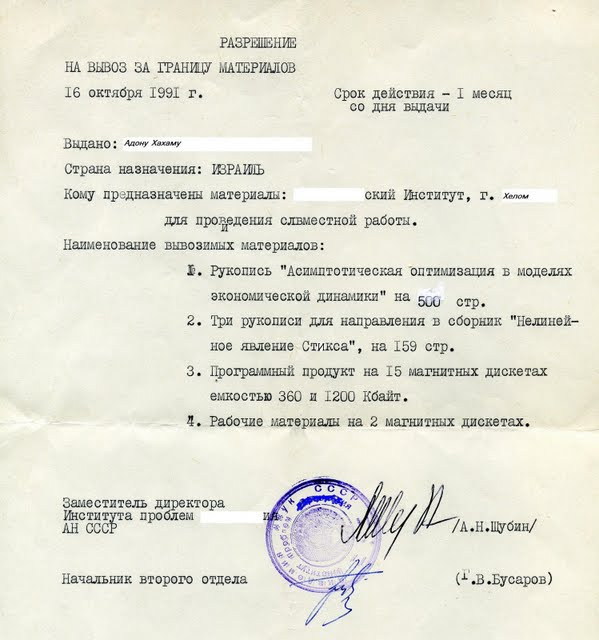
Разрешение на вывоз рукописи за границу СССР. Учёным было необходимо получать его даже на собственные рукописи и дискеты с собственноручно созданными файлами

Идеологическая цензура нанесла серьёзный урон развитию гуманитарных наук в СССР. Любые научные изыскания, не соответствовавшие идеологии марксизма-ленинизма, фактически были запрещены. Любые отклонения от текущей политики даже в рамках общекоммунистической идеологии подвергались остракизму (изгнанию) и репрессиям (см., например, Философская дискуссия 1947 года). Известный литературовед Юрий Лотман рассказывал, что в 1984 году весь тираж 645-го выпуска «Учёных записок» Тартуского университета был уничтожен из-за упоминания имён Гумилёва и Бердяева. Даже сочинения основоположника коммунизма Карла Маркса были подвергнуты цензуре. Так, в полном собрании сочинений К. Маркса и Ф. Энгельса не оказалось работы Маркса «История дипломатии в XVIII веке» — её опубликовали лишь во времена «оттепели» в 1960-е годы. По словам академика Юрия Афанасьева, это произошло потому, что «он вторгся в святая святых нашей самобытности: заговорил о сомнительной нравственности и неприглядной природе княжеской власти на Руси, высказал своё мнение о причинах возвышения Москвы».
Академик Дмитрий Лихачёв писал:

Движение науки вперед мыслилось как расправа с теми, кто был не согласен с единственным, изначально правильным направлением. Вместо научной полемики — обличения, разоблачения, запрещение заниматься наукой, а во множестве случаев — аресты, ссылки, тюремные сроки, уничтожение. Уничтожению подвергались не только институты, лаборатории, учёные, научные школы, но и книги, рукописи, данные опытов.

В естественных науках проблема цензуры сказывалась не так сильно, однако в ряде областей (например, в генетике и кибернетике) это привело к серьёзному застою на долгие годы.
По мнению диссидента и учёного Валентина Турчина, цензура как главная помеха развитию информационного общества также нанесла СССР гигантский материальный ущерб. Он полагал цензуру тяжким экономическим преступлением.

### Цензура и Нобелевские лауреаты по литературе

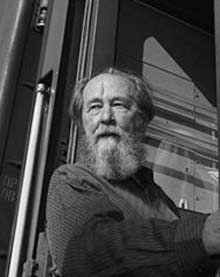
Лауреат Нобелевской премии по литературе Александр Солженицын, исключённый из Союза писателей СССР за литературную деятельность.

Литературные произведения всех лауреатов Нобелевской премии по литературе российского и советского происхождения в той или иной степени были подвергнуты цензурным ограничениям.
Произведения эмигрировавшего во время гражданской войны Ивана Бунина вовсе не издавались в СССР с 1929 по 1954 годы, а ряд произведений был опубликован только после перестройки.
Борис Пастернак был исключён из Союза писателей СССР, а его главное прозаическое произведение — роман «Доктор Живаго» — был запрещён к изданию в СССР, что не мешало осуждению автора теми, кто романа не читал Роман был опубликован в СССР только в 1988 году.
Произведениям Михаила Шолохова повезло больше — ему удалось вопреки цензуре опубликовать роман «Тихий Дон», хотя и после многочисленных переработок.
Александр Солженицын подвергался преследованиям за свою литературную деятельность с 1965 года. В дальнейшем он был исключён из Союза писателей СССР, лишён гражданства и выслан из страны. Роман «Архипелаг ГУЛАГ» и другие произведения были запрещены к печати в СССР и распространялись до перестройки только в самиздате.
Иосиф Бродский был вынужден уехать из СССР после уголовных и психиатрических репрессий, а его произведения стали публиковаться в СССР только с 1990 года.
Произведения зарубежных нобелевских лауреатов также подвергались цензуре. Например, предварительно согласованная с автором публикация в журнале «Нева» романа Эрнеста Хемингуэя «По ком звонит колокол» была по идеологическим соображениям запрещена ЦК КПСС в 1960 году. Публикация романа в СССР состоялась в 1968 году, при этом в тексте было сделано более 20 цензурных изъятий. В романе Генриха Бёлля «Групповой портрет с дамой» в 1973 были изменены 150 мест в тексте (500 строк).

### Цензура и национальный вопрос
Особую остроту цензурные ограничения принимали при обсуждении национальных вопросов. Согласно действующим идеологическим установкам, в СССР не было межнациональных противоречий и проблем. Поэтому цензурные органы на местах обращали особое внимание на материалы с упоминанием вместо «советского народа» тех или иных национальностей.
В 1937 году в Ленинграде был закрыт ряд газет, выходивших на национальных языках (финский и другие). Причиной закрытия было то, что партийные органы не могли обеспечить контроль их содержания.
В Латвии запрещалось публиковать материалы о репрессиях 1937—1938 годов в отношении коммунистов-латышей, о насильственных депортациях населения Латвии в 1941 и 1949 годах, обсуждать вопросы освоения латышского языка нелатышами и т. д. Аналогичные проблемы были и в других национальных республиках.
Еврейская тема подвергалась в СССР систематической цензуре с начала 1920-х годов. Преподавание иврита (за исключением изучения на кафедрах востоковедения) было запрещено, равно как и литература на иврите. В Белоруссии замалчивалась деятельность евреев-партизан и подпольщиков в годы Великой Отечественной войны. В частности, в официальном справочнике «Партизанские формирования Белоруссии в годы Великой Отечественной войны», изданном Институтом истории партии в 1983 году, нет упоминания о крупнейшем еврейском партизанском отряде Тувьи Бельского. Аналогично участие евреев в партизанском движении было скрыто под графой «другие национальности». На памятниках погибшим в ходе Холокоста вместо слова «евреи» писали «мирные жители» или «советские граждане». «Еврейская тема» цензурировалась не только в Белоруссии — в 1964 году в издательстве «Молодая гвардия» вышла документальная повесть В. Р. Томина и А. Г. Синельникова «Возвращение нежелательно» о нацистском лагере смерти «Собибор», в котором уничтожались почти исключительно евреи — слово «еврей» на страницах книги не упомянуто ни разу.

### Цензура и секс
После революции в 1920-х годах в СССР происходила фактически сексуальная революция, и цензура не препятствовала весьма откровенному обсуждению темы половых взаимоотношений. Однако, в 1930-е годы, по словам известного сексолога, профессора Игоря Кона, «большевистская партия насильственно прервала этот процесс, полностью ликвидировав и сексологические исследования, и сексуальное просвещение, и эротическое искусство». В дальнейшем «в советскую идеологию сексуальность как таковая вообще не вписывалась». Поэтому даже соответствующие энциклопедические статьи («Пол», «Половая жизнь» и т. п.) были посвящены практически только медицине и биологии, но не психологии и человеческим взаимоотношениям. В связи с тем, что гомосексуальность считалась половым извращением и была криминализована для мужчин, упоминание этой темы было практически исключено. Результатом всех этих запретов стал, по мнению Кона, один из самых низких уровней сексуальной культуры в мире. Характерным примером такой цензуры является история с запретом на эротическую сцену в фильме «Неуловимые мстители». И хотя сцены с эротическим подтекстом иногда проскальзывали сквозь сито цензуры («Экипаж», «Выйти замуж за капитана»), первым советским фильмом, окончательно преодолевшим установленные рамки дозволенного, стала драма Василия Пичула «Маленькая Вера», вышедшая на экран в 1988 году.

## Цензурные ведомства в СССР
- Госиздат был центральным органом цензуры печати РСФСР до появления Главлита.
- Главлит — основной цензурный орган, с 1922 года контролировал всю печатную продукцию на предмет соответствия содержания государственной идеологии и наличия в ней гостайны.
- Главрепертком — Комитет по контролю за зрелищами и репертуаром, в 1920—1930-е годы контролировал любые публичные зрелища и выступления, начиная с лекций, докладов и заканчивая эстрадными и даже музыкально-танцевальными вечерами[273]. В 1934 году преобразован в Главное управление по контролю за зрелищами и репертуаром при Наркомпросе РСФСР (ГУРК)[274], выполнявшее те же функции и упразднённое в 1953 году при создании Министерства культуры СССР[275]. Впоследствии контроль за исполнением произведений «в театрах, цирках и на эстраде» осуществлял Главлит[276].
- Госкино цензурировало кинофильмы.
- Гостелерадио СССР цензурировало телепередачи и радиопередачи.
- Первые отделы осуществляли цензуру научно-технической информации в НИИ, на заводах и во прочих организациях[277], имевших возможность копировать информацию.
- КГБ СССР и таможня тщательно контролировали все попытки ввоза книг, журналов (и другой печатной продукции), аудио- и видеоматериалов из-за рубежа. Однако, несмотря на все усилия, они не могли противостоять нелегальному/несанкционированному ввозу иностранных фильмов (особенно после распространения в стране видеомагнитофонов), пластинок зарубежных исполнителей и прочего.

Однако цензурой занимались не только специальные ведомства. Практически любое произведение нужно было согласовывать с тем ведомством, которое затрагивалось в этом произведении. Например, если писатель писал на военную тематику — его предварительно цензурировало Главное политическое управление Министерства обороны, если писатель писал о металлургии — цензура принимала во внимание отзывы руководства металлургической промышленности.
Огромное число «цензоров-добровольцев» занималось поиском каких-либо идеологических огрехов, пропущенных официальной цензурой, сообщая об этом в государственные и партийные органы. Деятельное участие в постцензурной травле ряда авторов и произведений принимали и официальные литературные критики. Несколько советских фильмов был отцензурированы по требованию руководства Китая, а на запрет публикации романа Хемингуэя «По ком звонит колокол» в 1960 году повлиял отрицательный отзыв Долорес Ибаррури.
Но окончательный вердикт по любому спорному вопросу всегда принимался партийными органами, которые курировали всю цензуру в СССР.

### Органы военной цензуры
Созданные в 1918 году органы военной цензуры подвергались многочисленным преобразованиям до самых последних лет существования СССР.
- Военно-цензурное отделение при Оперативном отделе Народного комиссариата по военным делам (конец июня — декабрь 1918)[26].
- 3-й отдел — Отдел военной цензуры (центральный Военно-Цензурный отдел) Регистрационного управления Полевого штаба Реввоенсовета Республики (декабрь 1918 — октябрь 1919)[281][282].
- Военно-цензурный отдел (ВЦО) Полевого штаба РВСР. (октябрь 1919 — март 1921)
- Управление военной цензуры Штаба РККА (март—апрель 1921 — август 1921)[283].
- Подотдел военной цензуры Информационного отдела ВЧК (август 1921).
- 8 отдел (центральная военная цензура) Регистрационного управления РККА (1935).
- Отдел военной цензуры ГРУ Генерального штаба Красной Армии (февраль 1942 — октябрь 1942).
- Отдел центральной военной цензуры НКО (октябрь 1942 — сентябрь 1943).
- Отдел военной цензуры Генерального штаба Красной Армии (сентябрь 1943 — февраль 1946).
- Управление военной цензуры Генерального штаба Вооружённых сил СССР (февраль 1946—1990).
- Отдел по охране тайн в печати и других средствах массовой информации Генерального штаба Вооружённых сил СССР (1990—1991).

### Уровни цензуры
Исследователь советской цензуры Арлен Блюм выделяет 5 уровней цензуры:
1. Самоцензура.
2. Редакторская цензура.
3. Главлит.
4. Карательная цензура органов тайной политической полиции.
5. Идеологическая цензура партийного руководства.

По мнению писателя Владимира Войновича, «…самым главным цензором в Советском Союзе является страх».
Если в первые советские годы цензорам приходилось редактировать и запрещать множество противоречащих коммунистической политике произведений, то в дальнейшем авторы и редакторы сами стали стараться подстраиваться под цензурные ограничения. Так возникло явление самоцензуры. Впоследствии цензоры уже выискивали в основном опечатки и аллюзии, а также изымали произведения репрессированных авторов.
Один из высокопоставленных в 1984—1989 годах цензоров Ю. Отрешко писал:

 Никто ничего из ряда вон выходящего не позволял себе писать, чтобы специально не напороться на цензуру. Люди, подвизающиеся в советском литературном процессе или в советской журналистике, знали, как избежать цензорской редактуры. Точнее было бы сказать, что в моё время цензура никогда не запрещала антисоветчины. По той причине, что её никто не писал. Может быть, писали в стол, но в газеты, журналы и издательства не несли.

Следующим уровнем была редакторская цензура и цензура в творческих союзах. Как пишет Арлен Блюм, «к 40-50-м годам редакторы, как правило, уже подменяли цензоров, оставляя им контроль за соблюдением преимущественно Военно-экономического перечня закрытых сведений». Ряд редакторов пытались бороться с идеологическим диктатом, но все они рано или поздно были сняты с работы и заменены партийными выдвиженцами. Примером может служить Сергей Воронин, снятый с должности главного редактора журнала «Нева» в 1963 году за «цензурные прорывы», а также отставка Александра Твардовского и судьба коллектива журнала «Новый мир» в 1970 году.
Срединное положение в цензуре занимал Главлит — официальное цензурное ведомство. Заверенные Главлитом произведения уже должны были полностью удовлетворять всем требованиям идеологической чистоты. Фактически это был отдел госприёмки для произведений печати. Аналогичные функции в своих сферах выполняли Госкино и Гостелерадио.
Органы государственной безопасности СССР, ГПУ/ОГПУ — НКВД — МГБ — КГБ, также занимались вопросами цензуры (изначально для этого в ГПУ был создан Политотдел, который в результате ряда реформ стал в итоге 5-м управлением КГБ). В 1920-е годы они выполняли, по сути, надцензурные функции, проверяя работу цензоров Главлита и конфискуя произведения, которые были случайно пропущены ими. В 1930-е годы проводился раздел сфер влияния и компетенции, с 1940-х годов госбезопасность стала запрашивать у Главлита экспертизу факта «антисоветской пропаганды» в найденных органами безопасности при обысках и конфискациях произведениях.
В 1970-е годы КГБ не допускал к печати произведения писателей-диссидентов, а также курировал их «дела». Так, набор первой книги Сергея Довлатова в издательстве «Ээсти Раамат» был уничтожен по указанию КГБ Эстонской ССР.
Работа госбезопасности была направлена на профилактику появления нежелательной информации ещё до стадии попадания произведения на цензурный контроль. Они также контролировали подбор и расстановку кадров для органов цензуры, принимали участие в «очистке» библиотек. Но важнейшую роль госбезопасность играла при контроле поступления информации из-за рубежа: все письма, посылки и т. п. были поставлены под их надзор.
Органы коммунистической партии были последней и высочайшей инстанцией в цензуре, решавшей любой вопрос: судьбы авторов, произведений, издательств и средств массовой информации были полностью подконтрольны идеологическим отделам. Цензурные органы страны подчинялись секретарю ЦК и члену Политбюро, курировавшему идеологическую сферу. От партийных структур исходили директивные указания, обязательные для исполнения всеми государственными органами. По наиболее важным вопросам принимались специальные постановления высших партийных органов.